# Instrucción de príncipes
Instrucción de príncipes o espejo de príncipes (del latín, speculum principium) es un subgénero literario del género medieval denominado espejo, en la escritura durante la Edad Media, con contenido político y de larga tradición en la literatura grecorromana. El espejo para príncipes se define como un manual de instrucciones, enseñanzas históricas, ficciones narrativas con función moralizadora o doctrinal (exempla) y consejos para el comportamiento público apropiado de reyes, príncipes o nobles que iba destinado específicamente a un sujeto particular de este determinado estado y condición.

Orator, bellator et laborator (clérigo, guerrero y labrador): los tres órdenes medievales. Letra capitular de un manuscrito.

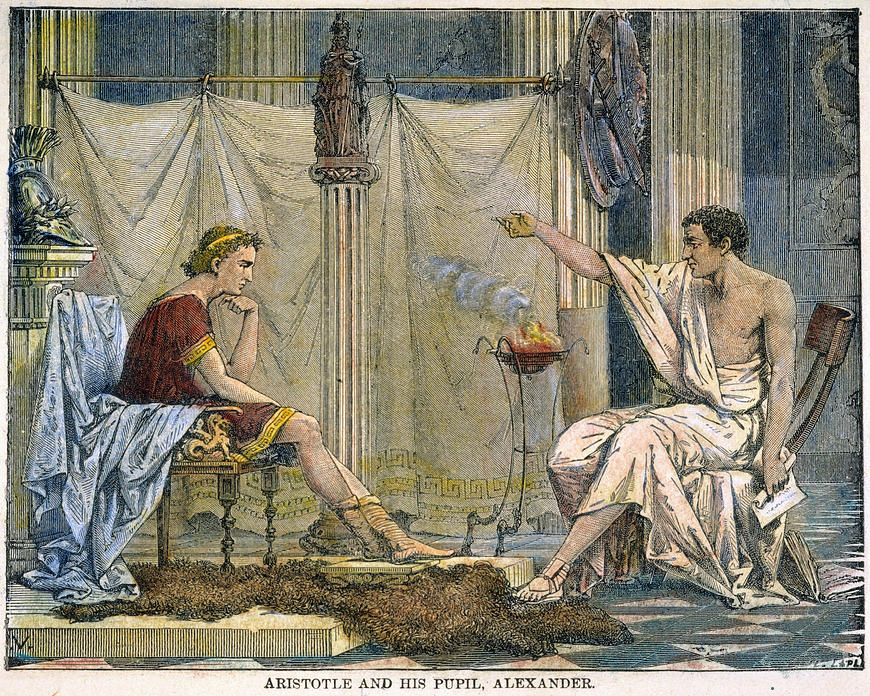
Alejandro Magno y Aristóteles. El modelo de "espejo de príncipes" medieval era un tratado compuesto por un gran consejero para un gran rey siguiendo la historia del filósofo estagirita y el rey macedonio, cuyas hazañas eran conocidas en su época enbtre otros por las Historias de Alejandro Magno de Macedonia de Quinto Curcio.

En un sentido más amplio, el término también se utiliza para cubrir historias u obras literarias destinadas a crear imágenes de reyes para imitación o evitación. A menudo estaban compuestos por la llegada de un nuevo rey, cuando un gobernante joven e inexperto estaba a punto de llegar al poder. En el siglo XXI podrían ser vistos como una combinación de temas de autoayuda y técnicas de comunicación política.

## Historia
Es un género muy antiguo y se cultivó en las culturas egipcia (sebayt), china, hindú, griega, helénica, latina, cristiana y musulmana. Constituían un cuerpo de enseñanzas a partir de relatos orales sobre héroes o hazañas legendarias, anécdotas de experiencias personales o testimonios históricos recogidos en el tiempo, destinadas a un sujeto particular de la nobleza y con un propósito de ejecución específico: para educar o simplemente entretener. Estas se basaban en consejos y guías en temas como la guerra, la política y la religión. Así pues, los nobles tenían una educación basada tanto en deberes como en virtudes. Siempre siguiendo como ejemplo el comportamiento de los personajes en las historias, que comúnmente eran guerreros mitológicos, reyes, príncipes, algún caballero de la mesa redonda o bien doncellas ejemplares cuyo carácter había que imitar.
En donde más se conoce el uso del género es en el mundo grecorromano. La Ciropedia del griego Jenofonte ya constituye un tratado en ese sentido; en tanto que Marco Tulio Cicerón escribió muchos tratados centrados en la formación del orador como hombre público perfecto, de los que se sirvió tiempo después Marco Fabio Quintiliano.
En la era imperial se destacan dos obras: De Clementia, de Séneca (año 55 d. C.) y el Panegyricus Traiani, de Plinio el Joven (año 100 d. C.). Ambas son obras encomiásticas que quieren exaltar al emperador viviente y justificar el poder. Así, Séneca destaca la supuesta clemencia de Nerón y justifica la monarquía absoluta recurriendo a la doctrina estoica, que consideró esta la mejor forma de gobierno en el caso en que el monarca fuera un sabio (sapiens). Y la tesis de Séneca es que Nerón lo era. Por su parte, Plinio destaca todas las cualidades de Trajano, entre las que destaca la modestia. El poder de Trajano es legitimado por la posesión misma de aquellas cualidades, que lo convierten en el optimus princeps. Cabe destacar que mientras Séneca habla de clemencia, Plinio se refiere a la modestia. Esta es, en efecto, una virtud más general, premisa para otras como la clemencia.
De todas formas, más allá de la exaltación del príncipe y la obra de propaganda que desarrollan, estas obras son la proyección de las esperanzas de sus autores. Séneca esperaba hacer de Nerón un emperador-filósofo sobre el modelo de la doctrina de la que era seguidor, mejor bajo su guía; Plinio esperaba que, tras décadas de emperadores tiranos, Trajano finalmente restaurase los privilegios del Senado y le reconociese un papel en la gestión del Estado, aunque fuera simbólico a nivel político. Sin embargo, una comparación con la obra De clementia de Séneca pone de relieve que Plinio no propone, como Séneca, un programa de gobierno (aunque sea abstracto y utópico), sino que se limita a aprobar incondicionalmente la política de Trajano. Su figura, de hecho, no es la de un consejero, sino la de un simple funcionario.

## La teología cristiana en la Alta Edad Media
La literatura especular de la Edad Media es muy extensa. Aunque su contenido y estilo varía según las preocupaciones político-religiosas y las influencias filosóficas de los autores en función de las distintas épocas y circunstancias en las que escribían. Sin embargo, dos hechos centrales condicionan el pensamiento filosófico y la producción literaria de la Baja Edad Media: la invasión y el saqueo de Roma y la cristianización del Imperio Romano de Occidente.
Los romanos quedaron conmocionados por el segundo saqueo sufrido en la historia de su ciudad a manos de los visigodos. Los romanos interpretaron el saqueo como un castigo divino y lo atribuyeron a la religión cristiana y, en particular, a la prohibición del culto a los dioses.  El desconcierto que provocó la entrada de los bárbaros en la capital del Imperio Romano, donde residía el Papa, y que había sido referente del cristianismo desde Constantino I y especialmente desde Teodosio I, provocó un cuestionamiento general acerca del hecho de la desaparición de una civilización entera. Pero Agustín de Hipona contradijo aquella opinión y se propuso refutarla a través de una extensa obra de naturaleza teológica en la que trabajó a lo largo de quince años, entre 412 y 426: De civitate Dei contra paganos ("La ciudad de Dios contra los paganos").
La obra es una apología del cristianismo, en la que se confronta la "Ciudad Celestial", que representa el cristianismo, y por tanto la verdad espiritual, y la "ciudad pagana", que representa la decadencia y el pecado. Agustín trató la religión de la Antigüedad como supersticiosa: por un lado, refutó que se adore a los dioses por el simple motivo de las ventajas que reporten (libros 1 a 5), y por otra parte, contradijo a los que buscan por esa misma vía la felicidad eterna (libros 6 a 10). Los libros 11 a 22 se consagran al origen y la oposición entre ambas ciudades.
El tema del Libro V, titulado El destino y la Providencia, es la verdadera felicidad consistente en "la satisfacción de todos los deseos"; felicidad que es un don de Dios, razón por la "que ningún otro dios debe ser adorado por los hombres más que aquel que los puede hacer felices". Agustín realiza un reformulación de la historia romana: atribuye los aciertos y avances a la intervención del Dios cristiano, y carga los desaciertos y fracasos al culto de los falsos dioses del templo romano. En ese contexto literario, Agustín expone acerca de la verdadera felicidad de los emperadores romanos (Capítulo XXIV) y propone a los emperadores Constantino, legalizador de la religión cristiana por el Edicto de Milán en 313, y Teodosio, responsable de establecer al cristianismo niceno como religión única y oficial de Roma por el Edicto de Tesalónica en 380, como modelos de recto gobernante (capítulos XXV y XXVI).
En el análisis de Prelot, el obispo de Hipona muestra confianza en el modelo del emperador cristiano. Se guarda cuidadosamente de identificar al Estado con la Iglesia. Discierne con claridad el carácter legítimo de las instituciones políticas. Proclama el papel que Dios ha querido atribuirles para mantener el orden y afirma la necesidad de someterse a él para obedecer los designios providenciales, incluso cuando los reyes o emperadores son apóstatas o paganos.
A partir de Agustín, la filosofía estaba subordinada a la teología. La Biblia Septuaginta era la principal fuente de conocimiento. Todo pensamiento debía someterse al "principio de autoridad" y el discurso cristiano se limita en principio a la repetición de los textos antiguos, sobre todo de los textos bíblicos. Los sacerdotes y monjes fueron los mayores productores y copistas de manuscritos (hoy llamados códices) en Occidente. Su tema era la religión: Dios como figura central, la Iglesia y las virtudes que todo creyente debía practicar. La responsabilidad sacerdotal implicaba aconsejar al rey sobre la mejor forma de actuar en su faz privada y en su faz pública para no defraudar ni ofender al Dios de la cristiandad. La principal herramienta literaria para este cometido fue el speculum princeps, en el que se mostraba un retrato ideal del gobernante con virtudes y valores cristianos como el mejor ejemplo de comportamiento a seguir.
Ahora bien, en Agustín no hay un programa político en sentido estricto, sí un planteamiento moral. Sin embargo, la cristianización del imperio y la concepción “ministerial” del poder secular en que se funda, traen aparejado la calificación del bien y del mal como virtud o como pecado. El ministerio religioso de que están investidos los reyes y los emperadores cristianos los hace caer bajo la obediencia de los jefes de la Iglesia. La Iglesia Cristiana de Occidente pasó a ocupar un importante rol político en la Europa Latina que deriva en interpretaciones disímiles de las sagradas escrituras y desviaciones doctrinarias respecto del pensamiento de Agustín.

## La reforma cultural carolingia
Con arreglo a lo enseñado por Agustín de Hipona en su Ciudad de Dios, solo había una ciudad cristiana en la que estaba incluido el mundo entero. Esta sociedad tenía, bajo Dios, dos cabezas, el papa y el emperador; dos principios de autoridad, el gobierno espiritual de los sacerdotes y el temporal de los reyes; y dos jerarquías de magistrados, pero no existía división en dos cuerpos o sociedades. No había un cuerpo que formase el reino secular y otro que constituyese la Iglesia, ya que todos los hombres estaban incluidos en ambos. El problema versaba sobre los límites propios de la autoridad en caso de controversia entre el Papa y el Emperador y sobre lo que podía legítimamente hacer cada uno de ellos dentro de los límites expresos o implícitos de su cargo.
En los días de la decadencia de Roma, Gregorio Magno había ejercido un gran poder temporal. Tanto los sínodos eclesiásticos como los sacerdotes individualmente habían seguido el precedente sentado por Ambrosio de Milán, amonestando a los reyes por su mala conducta; los obispos figuraban de ordinario entre los magnates con cuyo consentimiento se promulgaban las leyes; y los eclesiásticos habían ejercido gran influencia en la elección y deposición de los gobernantes. Ciertamente, Pipino el Breve buscó y obtuvo la aprobación papal para descartar a la dinastía merovingia en el Reino de los francos. La famosa coronación de Carlomagno en el año 800 podía interpretarse con facilidad como traslación del imperio a los reyes francos por intermedio de una autoridad de que estaba investida la iglesia, por analogía con la institución de la monarquía por Samuel. Más aún, se consideraba universalmente que la administración del juramento de la coronación tenía significado religioso y, como todos los juramentos, podía caer dentro del poder disciplinario de la iglesia.
Desde otro costado, desde la caída de Roma innumerables líderes eclesiásticos, por su posición como grandes terratenientes, había sido el depósito principal de los antiguos ideales de autoridad pública y orden civil, y es también probable que fuesen los agentes más capacitados para desarrollar una política regia que necesitase un control del monarca en cualquier grado que fuese. Con todo, hasta la época en que estalló la controversia entre las jurisdicciones eclesiástica e imperial en el siglo XI, conocida como "querella de las investiduras", el control del emperador sobre el papado fue más ostensible y efectivo que el ejercido por el papa sobre el emperador.
Carlos Martel había feudalizado grandes cantidades de tierra perteneciente a la iglesia para financiar sus guerras contra los sarracenos, y a medida que se desarrolló el feudalismo los eclesiásticos se vieron arrastrados gradualmente al sistema mediante el cual tenía que llevarse a la práctica el gobierno. Durante el reinado de Carlomagno, la estructura del gobierno fue complementada con la burocracia de la Iglesia, desde los obispos y la aristocracia del clero hasta los curas, que era concebida como medio de transmisión de la voluntad del monarca a los campesinos avasallados. El clero formaba parte, tanto como los condes, de la jerarquía política. Pero aunque en algún punto el gobierno carolingio representaba una empresa conjunta de la Iglesia y el gobierno secular, por el carácter y contenido de las instrucciones que este daba a los funcionarios que enviaba a realizar investigaciones en las provincias y condados, Carlomagno trataba como súbditos tanto a los laicos como a los religiosos.

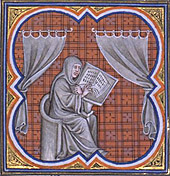
Iluminación de un manuscrito medieval de Eginardo escribiendo.

Carlomagno, no obstante, motivado por su objetivo político de ocupar el espacio vacío que dejó la caída de Roma, provocó el mayor florecimiento de la cultura antigua en años: el Renacimiento carolingio. Desde hacía siglos, los francos, aun los eclesiásticos, habían caído en la mayor ignorancia y apenas eran capaces de escribir. Ya no se hacían libros y los documentos oficiales (contratos o testamentos) se redactaban en la lengua rústica romana, con caracteres informes difíciles de descifrar.

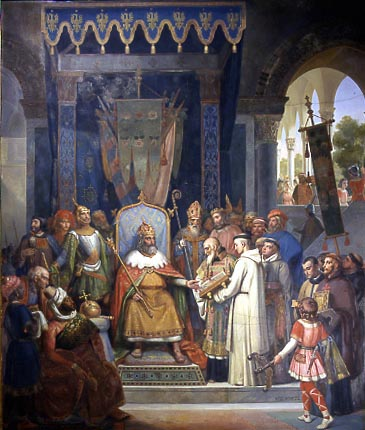
Alcuino y otros clérigos presentan manuscritos a Carlomagno en el Palacio de Aquisgrán, ante su corte (pintura histórica de Jean-Victor Schnetz, 1830).

La escuela palatina, bajo un esquema académico informal y sobre los temas más variados que funcionaban en la misma residencia imperial, era parte del plan de Carlomagno de recuperar todo aquello que Roma había sido y que se había perdido por las invasiones bárbaras. Se convirtió en el centro educativo más renombrado de la época y sirvió de ejemplo para la creación de otras escuelas. Con ese ejemplo, en el año 787 emitió una carta a todos los obispos y abades del Imperio para la generalización del modelo de su Escuela Palatina en catedrales (Escuela catedralicia) y monasterios (Escuela monástica). El plan de estudios que se seguía era el trivium et quadrivium definido en las Institutiones de Casiodoro (retórica, gramática y dialéctica; geometría, astronomía, aritmética y música). Se utilizaban también textos de Marciano Capella, Boecio, Isidoro de Sevilla y Beda el Venerable.
La necesidad de uniformidad en el imperio carolingio se apoya en la religión cristiana. Y el cristianismo es una religión del libro, ya que Dios habla a su pueblo a través de una palabra humana y esa palabra se pone por escrito en el libro. Entonces, se reabrieron talleres de copiado de manuscritos: se organizó un grupo de escribas y copistas. Se abrieron bibliotecas para recopilar las principales obras de interés que llegaron desde todas partes de Europa y que así pudieron ser preservadas, como así también fueron recuperadas obras que se creían perdidas. Esta política fue muy importante, en una época en la que la supervivencia de los libros dependía, a menudo, de las luchas políticas e ideológicas, que conllevaban, con frecuencia, las destrucciones masivas o los daños incalculables de las ediciones (dispersión de los libros, por ejemplo) durante las disputas iconoclastas ocurridas entre 730 y 840.
Los manuscritos fueron revisados y se adecuaron a las lenguas romances que surgían. Al no ser las mismas en todo Occidente, se decide depurar el latín que está en los libros y el que emplea la Iglesia. Para ello usan obras clásicas de retórica como las de Cicerón o Marciano Capella, así como en literatura con la Eneida o las Églogas. En el Concilio de Tours de 813 los obispos reunidos por Carlomagno deciden que el sermo humilis se pronunciase, en lugar del latín, en la lengua rústica romana (el protorromance ya fuertemente distinto del latín) o en la lengua tudesca (germánica).
La necesidad de uniformidad en el imperio carolingio se apoya en la enseñanza sobre textos iguales, la predicación sobre la base de una liturgia unificada y la difusión de la imagen del emperador a través del speculum. De esta forma crean diversos materiales para la predicación y expansión de la fe, y el clero es mejor formado. Aunque estos objetivos no fueron completados en su totalidad, ya es importante la intención de una política cultural que antes no existía. Un ejemplo es que la predicación se impulsa recomendando que cada diócesis sea responsable de la formación de sus sacerdotes. Por otra parte, estos mismos materiales son usados por el poder donde se enseña la imagen que el rey (y posterior emperador) tiene de sí mismo. La finalidad política se plasma en el desarrollo de obras que se dedican a exaltar a la Dinastía del Emperador, como la Vita Karoli Magni.
La Escuela palatina de Aquisgrán fue dirigida por Alcuino de York, cuya influencia en el emperador llevó a que en la corte penetraran las ideas de los más prestigiosos sabios de la cristiandad latina. De la hispania visigoda, a través de Teodulfo, uno de los Missi dominici de Carlomagno, partidario de la iconoclastía que organizó la educación en sus territorios y procuró la educación gratuita, haciendo hincapié en que fuera toda la población; Agobardo, preocupado por una enseñanza más amplia y uno de los introductores de Tertuliano; y Benito de Aniano, visigodo no hispano, quien por encargo imperial revisó la regla de Benito de Nursia para aplicación en todos los monasterios "reformados". Innumerables personalidades anglosajonas e hibernos aportaron sobre todo obras que no se conservaban en el continente o al menos en territorio franco. Los más relevantes fueron Bonifacio, el gran evangelizador de los pueblos de Europa central; el irlandés Dúngal, consejero de Carlomagno con conocimientos de astronomía; Dicuil, quien hizo el "De mensura Orbis terrae", un resumen de geografía, con información concisa sobre varias tierras; Clemente de Irlanda, que con 23 años de edad fue llamado a la Corte para dirigir la escuela palatina de París; Sedulio Escoto, gran poeta y uno de los que comienza a mostrar una tendencia hacia la división entre el poder político y el religioso durante los reinados posteriores a Carlos; y el propio Alcuino.

### La restauración otoniana
Al morir Carlomagno, Luis el Piadoso mantiene de alguna manera la misma dirección política. Cerró escuelas monásticas para apartar a los monasterios de influencias externas y proteger la vida en clausura, pero al mismo tiempo ordenó la creación de escuelas abaciales al lado de las monásticas cerradas, de forma que la educación continuó impartiéndose en ese lugar. Aun así esto no fue aplicado en todas partes, sumándose además el declive del propio imperio carolingio. En algunos casos algún rey sí continuó la política anterior como Carlos el Calvo, rey de la Francia Occidental, pero a partir de este casi desaparece por la debilidad de los monarcas franceses ante el poderío nobiliario.
Cuando en 936 Otón I se hace coronar en Aquisgrán con el título carolingio de Rex et sacerdos ("Rey y sacerdote"), deja claro que se considera el sucesor de Carlomagno. La vuelta a la tradición carolingia constituye de hecho el principal objetivo de Otón, ilustrado el 2 de febrero del 962 por su coronación imperial en Roma por Juan XII. Sin propietario desde la muerte de Berengario de Friuli en 924, la corona imperial refuerza el prestigio debido a las conquistas del este de Germania y en Italia. El sueño de la restauración del Imperio (renovatio imperii) es impulsado de nuevo por Otón que toma el título de Imperator Augustus, y por sus sucesores Otón II (que prefiere el título de Imperator Romanorum) y Otón III.
No solo se pretende una restauración política sino cultural y religiosa. Los ilustrados protegidos por los otonianos no dejan de alabar el programa de la renovatio imperii. A Otón I, bendecido en Aix y coronado en Roma, le es otorgada una misión religiosa: la protección de La Iglesia romana, la entente entre los cristianos, la lucha contra los bárbaros, y la extensión del cristianismo. Esta misión también se vuelve la de sus sucesores, origen de lo que los historiadores llaman Sacro Imperio Romano Germánico.
Bajo el patronazgo de Otón I y sus sucesores se produce el llamado "renacimiento otoniano". Éste se manifiesta en algunas escuelas catedralicias revividas y en la producción de algunos manuscritos iluminados.

## La reforma gregoriana y la ilustración delsigloXI
Al cabo de un tiempo de reformas positivas para la religión, la continuidad de la injerencia germánica solo produjo inestabilidad en la Iglesia. El escándalo en el que se sumergió ésta cuando en el año 1045 ocuparan el trono de San Pedro tres papas y que los tres vivieran, impulsó al monje Hildebrando Aldobrandeschi, que había actuado como secretario del depuesto Papa Gregorio VI, a proponerse alcanzar cierto poder dentro de la iglesia que le permitiera a la misma liberarse de las potestades imperiales. Ingresó como monje en el monasterio de Cluny y construyó el poder suficiente para influir en la elección de tres papas, luego de los cuales él mismo fue elegido como Gregorio VII.
La iglesia arremetía contra las herejías y contra la vieja visión que insistía en menor grado en la lectura y formación cabal para defender la tesis de la subordinación de la política secular al poder espiritual que representaba el papa. El cumplimiento de un formato común hizo posible el cambio favorable en la transmisión de los códices en Europa. El tamaño del códice tradicional suponía un costo mayor por los materiales que se empleaban y por el espacio que se requería para su almacenamiento y custodia. En los monasterios, los códices se guardaban en el armariolum claustri ("armario del claustro") no en posición vertical o de canto, sino tumbados. Por ello, los centros religiosos se limitaban a tener los libelli (del latín libellu, "pequeño libro"), que eran folletos más breves y requerían menos espacio. Con la reforma, además de libros litúrgicos, la lectura de pasajes bíblicos y homilías se hizo necesario crear bibliotecas de mayores dimensiones y auspiciar el uso del scriptorium; en un contexto de mayor demanda de libros, el armarius (proveedor de libros) de los monasterios se convirtió en el bibliotecario de las escuelas episcopales.
En 1079, el papa Gregorio VII puso de nuevo en vigencia el decreto carolingio para la formación de los sacerdotes y con ese propósito respaldó la creación de escuelas y la transcripción de manuscritos. Las reformas en la composición de los textos se confirmó que los escribas iban a mantenerse dentro de la política de escribir con separaciones; la doble ese o doble espira fue resaltada al final de la palabra; también se instaló en la mentalidad pública la utilización del doble punto diacrítico cuando se trataba de letras i sucesivas; y, en general, el libro sufrió cambios internos sustanciales.
La catedral además de la característica que las distingue de otros templo, que es ser sede episcopal, se convirtió en un centro de lectura y enseñanza. La relación entre monjes maestros y aprendices fue complementada con maestros y alumnos que buscaban traductores de libros en las catedrales, y en las que no todos los asistentes buscaban convertirse en sacerdotes. Se aprendía a leer y a escribir en latín. Asimismo, las escuelas catedralicias refuerzan y consuman la graduación del estudio, una pirámide sostenida por el Trivium et Quadrivium en la enseñanza dictada por el maestro (scholastichus), pero también sobre la base de la lectura de la biblia y de los grandes clásicos del conocimiento autorizados por el obispo.
Surgió un nuevo método de trabajo intelectual: la escolástica. La lectio monástica era la lectura que no se hacía en silencio, sino con un murmullo, ya que es de plegaria y meditación. A ese estilo se impuso la lectio escolástica, o lección, que era el examen de un libro de referencia, con tablas, índices, concordancias e ilustraciones. Con el progresivo abandono por parte de los monasterios de las actividades docentes, fueron cobrando importancia las escuelas catedralicias o capitulares, dependientes del obispo. La clase magistral, en la que los apuntes se tomaban en una tabla de cera, se impartía con una introducción al libro que se leía, dentro de la lectio, seguía el aprendizaje del trivium en dos partes: la litera o estudio gramatical y el sensus o análisis filosófico. Al final, la disputatio o discusión permitía conforntar el tema. En los primeros textos de la escolástica, empiezan a abundar las "misceláneas" sobre un tema o tópico determinado (se unen textos de varios autores sobre un mismo tema), las compilaciones (se unen partes textos de varios autores) y los comentarios (se comentan y anotan los textos con interpolaciones heterogéneas o se resumen y explican) y el avance teórico se realiza mediante añadidos o "aditamenta".
Los clásicos eran leídos como fuentes de autoridad sobre un tema. Virgilio era el mayor referente para el estudio del latín. Luego, las lecturas se reducían generalmente a: el Ars minor seguida del Ars maior de Donato, la Institutio oratoria de Quintiliano e Institutiones Grammaticae de Prisciano en gramática; Marciano Capella y Cicerón en retórica; De musica de Boecio en música y Claudio Ptolomeo en astronomía.
Fue tan grande la transformación de las escuelas catedralicias que dio paso a una generación mejor formada que la de los monjes. Los primeros intelectuales son exactamente del siglo XII, cuando la figura del profesor y sabio llega a ser conocida como artesano del conocimiento. La palabra sabiduría equivalía a litteratus, que denotaba la capacidad de leer y escribir en latín. El ideal sapiencial amplió las lecturas en una etapa de ascensión social de los letrados, la consagración del magister que ahora era el dominus, y la sociedad reconocía una división no declarada entre litterati e ilitterati, dado que leer era el problema de una legitimación urbana y un instrumento de poder que exploraba su inserción en la fabricación de las condiciones de la memoria colectiva.
La escolástica amplió las fuentes de conocimiento e incluyó, junto a la Biblia y las tradiciones grecolatinas, obras árabes y judaicas para comprender la revelación divina en el cristianismo. Si bien los autores del período estuvieron muy influenciados por el denominado “agustinismo político” y mantuvieron una excesiva dependencia del "argumento de autoridad", la escolástica incentivó la especulación y el razonamiento, pues suponía someterse a un rígido armazón lógico y una estructura esquemática del discurso que debía exponerse a refutaciones y preparar defensas.
La burocracia eclesiástica había logrado la hazaña de constituirse para proteger sus intereses. En 1123 se celebró el I Concilio de Letrán, en 1139 el II Concilio de Letrán, en 1179 el III Concilio de Letrán, en 1140 se codificó por primera vez el derecho canónico a través del Decreto de Graciano y en 1215 se celebró el IV Concilio de Letrán.

### Evolución ideológica de la reforma gregoriana
En toda Europa occidental se mantuvo una significativa unidad cultural basada en la teología cristiana, el latín y la supervivencia de un fuerte sustrato de la civilización clásica greco-romana. Las Cruzadas impusieron la presencia de efímeros reinos latinos en Oriente y fijaron ideológicamente la figura social del miles christi ("caballero cristiano") en Occidente. El cristianismo recibió el impacto de las sucesivas reformas monásticas (cisterciense, cartuja, carmelita, premonstratense) y de algunos movimientos que el alto clero consideró heréticos, surgidos principalmente entre la burguesía de las florecientes ciudades. La uniformidad religiosa, basada en la codificación del derecho canónico, la defensa de una "fe auténtica" y la lucha contra la herejía, levó a la implantación de la inquisición papal.
A partir de las escuelas monásticas y catedralicias surgieron los studia generalia donde se desarrollaron las estructuras institucionales de la universidad medieval y nuevas figuras intelectuales de la escolástica. Resurgió el estudio y el comentario de la sociedad humana, las instituciones religiosas y las costumbres políticas con el nacimiento de dos movimientos de reacción contra la herejía y la corrupción eclesiástica: la Orden de San Francisco de Asís establecida en 1209 y la Orden de los Predicadores fundada por Domingo de Guzmán en 1215. Esas órdenes mendicantes contaron con colegios, centros de capacitación y bibliotecas extensas que contribuyeron a estimular la lectura y la escritura en la época. Así nacieron las primeras protoenciclopedias y se inició el pasaje de un concepto de la teoría política comprendida como ciencia legislativa para la regulación del pecado a un concepto aristotélico de la realidad política.
El tratamiento de los temas teológicos y filosóficos bajo la escolástica se estructuraban en el comentario, consistente en notas y observaciones hechas por intérpretes de textos antiguos no siempre fidedignos; las quaestiones, los problemas tal como se planteaban; los opúsculos, tratados breves o de corta extensión literaria y la summa, compendios o síntesis capaces de resumir siglos de doctrinas recopiladas.
El monarca cristiano: desde fines del siglo XI surge la motivación de ampliar los límites de la cristiandad y así se inician las "cruzadas", las que, con el objetivo específico inicial de restablecer el control cristiano sobre Tierra Santa o de liberar la península ibérica, configuran un nuevo esquema de valores morales y deberes religiosos para el rey. El arquetipo de la potestad regia es el monarca piadoso y sabio (puesto que "nada hay tan deplorable como la ignorancia", Isidoro de Sevilla), temeroso de Dios y ascético, protector de la Iglesia y de órdenes monásticas, defensor de la fe y guerrero valeroso en el combate contra el islamita, hospitalario con el necesitado, justo ante la violación de los derechos de la "persona sagrada" del peregrino y dispuesto a purgar los pecados mínimos de “esta vida” mediante las “buenas acciones” que se materializan en el cumplimiento de aquellos deberes: conocimiento de las Escrituras e interés por la literatura, la poesía y las cantigas de amigo, propagador de la fe, legislador, poblador de villas, protector de las vías romeas, estimulador de las actividades artesano-mercantiles, contribuyente a las demandas de los centros de atención espiritual (parroquias, monasterios, centros episcopales) y restaurador de su cuerpo ante el abuso de los deseos del cuerpo.
Decadencia cluniacense y reforma cisterciense: acusada por su enriquecimiento y un poder temporal excesivo, la orden de Cluny pierde su influencia espiritual a finales del siglo XI y principios del siglo XII, cuando eclosionan nuevas órdenes inspiradas en un idealismo de pobreza y austeridad: Císter, Premostratense, Cartuja, Camáldula. Particularmente, la Ordo Cisterciensis surgió en el Novum Monasterium fundado por Roberto de Molesmes en 1098 en desacuerdo con aquellas prácticas. Como restauración de la regla benedictina inspirada en la reforma gregoriana, la orden cisterciense promueve el ascetismo en contraposición al lujo; el rigor litúrgico basado en la alabanza a Dios y la lectura permanente de las Sagradas Escrituras, y el trabajo físico.
Nuevos movimientos heréticos: las dos herejías más importantes de los siglos XII y XIII —la albigense, muy extendida por el Languedoc, y la valdense—, cuestionaban la Potencia divina —al defender el dualismo que propone que el bien y el mal son dos entidades distintas y antagónicas— y el papel institucional de la Iglesia —al negar su monopolio de la predicación de la verdad cristiana o al rechazar determinados sacramentos—.
La inquisición papal: en el Bajo Imperio Romano los actos contra las iglesias o contra el clero, la apostasía, la herejía y el maniqueísmo fueron convertidos en delitos públicos y perseguibles por las autoridades seculares romanas. En los siglos siguientes la Iglesia apeló constantemente a los tribunales seculares para que persiguieran esos mismos delitos, teniendo en cuenta la prohibición establecida por el derecho canónico de que los tribunales eclesiásticos dictaran condenas que supusieran el derramamiento de sangre. La jurisdicción sobre la herejía correspondía a los obispos quienes condenaban a los herejes declarados o descubiertos por algún medio con la expulsión de la diócesis o con la excomunión. En esta inquisición episcopal, refrendada en el Sínodo de Verona de 1184 por el papa Lucio III y el emperador Federico I Barbarroja, actuaban únicamente el obispo y la autoridad civil de cada diócesis; se buscaba a los posibles herejes y de ser hallados culpables, se les aplicaba la excomunión y el bando imperial con el destierro y la confiscación de bienes; no se admitía todavía la pena de muerte. En 1199 el papa Inocencio III, que sustituyó el título tradicional del papa de vicario de Pedro por el de vicario de Cristo afirmando así su autoridad soberana absoluta —su plenitudo potestatis— sobre la Cristiandad, hizo pública la decretal Vergentis in senium en la que proclamó la herejía como un crimen de lesa majestad, el crimen supremo según el derecho romano, por lo que la herejía de noción teológica se transformaba en noción jurídica. La equiparación de la herejía con el delito de lesa majestad fue confirmada en el IV Concilio de Letrán de 1215 y a partir de entonces los heréticos recibieron el mismo tratamiento penal que el derecho romano reservaba a los infames: la muerte en la hoguera. Pero cuando el emperador Federico II estableció la quema en la hoguera como "castigo ejemplar" para sus adversarios políticos por un pretendido crimen de herejía, el papa Gregorio IX promulgó en 1231 la decretal Ille humani generis y asumió el control directo de todo el proceso inquisitorial.
Extensión de la enseñanza: El canon 18 del III Concilio de Letrán recordaba que debía ser consagrada una renta suficiente en cada iglesia catedral para el mantenimiento de un maestrescuela (scholasticus, cancelarius o primicerius), encargado de la instrucción de los clérigos y de los niños pobres. Esta medida se extendía a todas las iglesias y a todos los monasterios en donde había existido ya una escuela. El concilio también reguló la concesión por parte de los obispos de la oportuna "licentia docendi" a todos aquellos maestros que hubiesen sido declarados aptos, insistiendo siempre en la gratuidad de la instrucción dada a los clérigos. El ejercicio de la citada "licentia docendi", regulado ya en el sínodo de Rouen de 1074 al objeto de evitar desviaciones doctrinales, estaba en principio referido al simple ámbito diocesano, si bien resultó inevitable que fuera ampliándose progresivamente a otros territorios. El intento por restringir su aplicación resultó a la postre infructuoso, aunque permitió sistematizar los grados académicos y recortar cada vez más el carácter gratuito de la enseñanza.
Los studia generalia: A falta de otras instituciones educativas, los seglares que deseaban instruirse se integraron a las escuelas catedralicias y monásticas establecidas para la formación del clero. Con el tiempo, en el contexto de una notable crecimiento urbano y económico, las más notables recibieron el título de studium generale otorgado por los papas, emperadores o reyes que las tomaban bajo su mecenazgo y otorgaban rentas para su sostenimiento. De allí, en base al modelo asentado en el otorgamiento de una carta de derechos y deberes a los estudiantes y profesores de Bologna llamada Authentica habita, surgieron las primeras universidades.
Los géneros filosóficos: La inmensa cantidad de comentarios sobre Aristóteles, Pedro Lombardo, Boecio, Pseudo-Dionisio y las Escrituras indica la forma de la actividad académica que caracteriza el período escolástico. El maestro maduro, sin embargo, frecuentemente encuadraba los resultados de su propia especulación en una Summa, que, después, se volvía libro de texto en las manos de sus sucesores. Las Questiones disputatae eran tratados especiales de los temas más difíciles o importantes, y como el nombre indicaba, seguían el método de debate prevaleciente en las escuelas, generalmente llamado disputa o determinación. Los Quodlibeta eran misceláneas generalmente en la forma de respuestas a preguntas que, tan pronto como un profesor obtenía un renombre muy extendido, empezaban a llegar a él no solo del mundo académico en el que vivía, sino toda clase de personas y de todas partes de la cristiandad.
El esquema dialéctico del libro escolástico: Los escritos clásicos estaban divididos solamente en "libros". A partir de la primera parte de la Edad Media se dividen los libros en "capítulos" numerados, sin que la sucesión de capítulos implique o exprese todavía un sistema de subordinación lógica. A partir del siglo XIII, los grandes tratados se organizan conforme a un plan de conjunto, secundum ordinem disciplinae, de modo que el lector se vea conducido, paso a paso, de una preposición a otra, y esté constantemente informado de los progresos de este proceso. El conjunto está dividido en partes que, como la segunda parte de la Summa Theologiae de Tomás de Aquino, pueden estar divididas en partes más pequeñas, las partes a su vez en membra, quaestiones o distinctiones y éstas en articuli. Dentro de los articuli la discusión procede según un esquema dialéctico que implica una ulterior subdivisión en conceptos divididos en dos o más significados según las distintas relaciones con los demás.

## El pecado original como el origen de la política

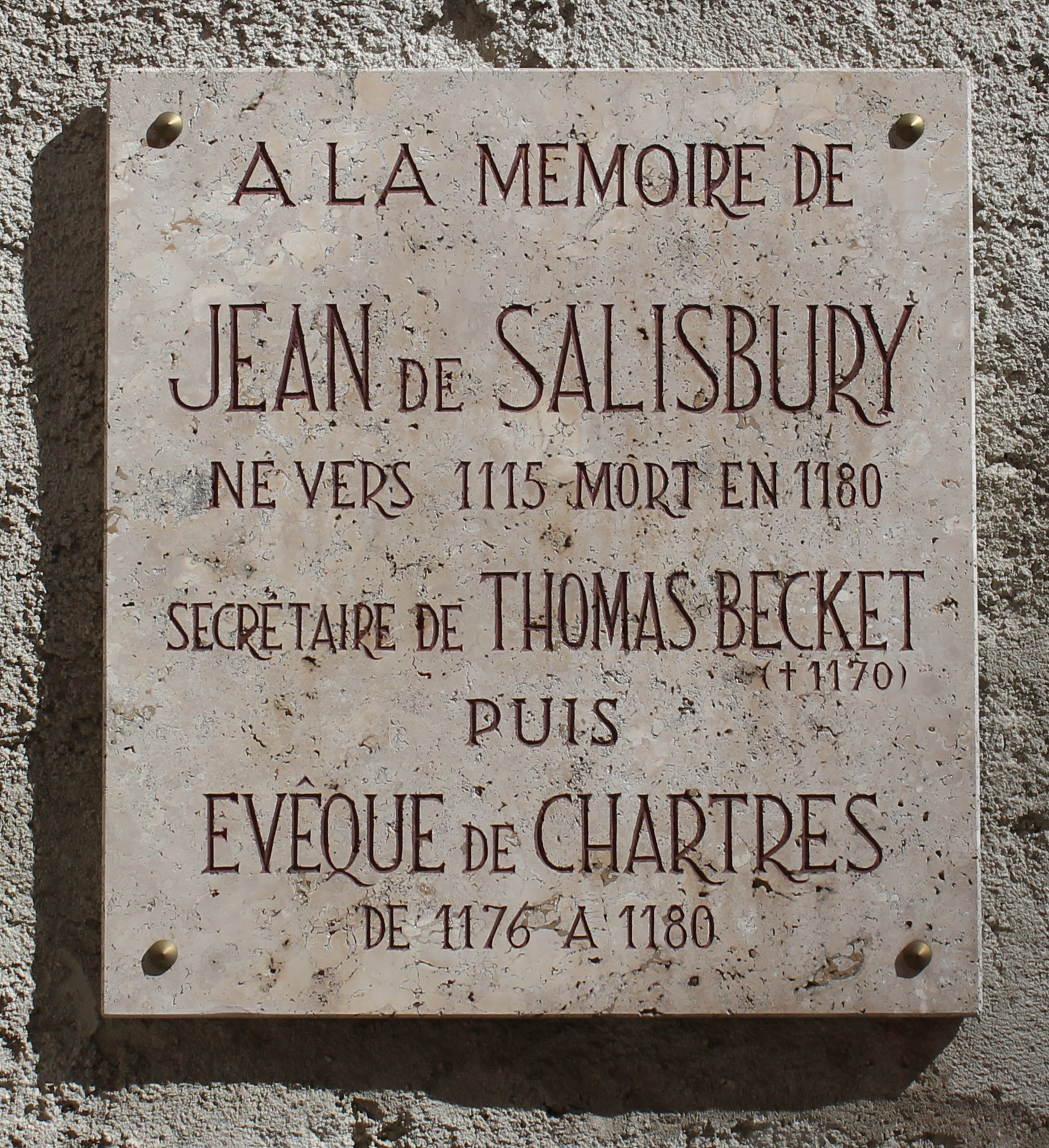
Placa conmemorativa en Chartres.

En el centro de Europa, a partir de los tratados de Juan de Salisbury y de un modelo de speculum principis de carácter escolástico basado en el comentario de las auctoritates, se había impuesto una teoría política fundada en la teología: el pecado original presentado como el origen de la política. En virtud de esa doctrina del pecado, el speculum fusiona valores morales y políticos a partir de su complementación con la Biblia. En este momento de los "espejos de príncipes", el rey estará dotado con los atributos que definen una ética individual siguiendo los ejemplos de David (dominio de sí mismo, justo y clemente) y de Salomón (rex sapiens, término asociado en el "Policraticus" a rex litteratus), puesto que "rex illiteratus est quasi asinus coronatus" (Juan de Salisbury). Pero el contenido moral no era definido por los espejos, sino por la Biblia. En ese orden de ideas, cuando el rey "entra en conflicto la carne y la gracia" deberá restaurar la "materia" recitando el canto del pecado y del perdón al modo de David: el rey que había incurrido tres faltas graves, cometiendo un verdadero acto de penitencia, confesión de los pecados y súplica del perdón después de lo de Betsabé (Salmo 51). De todas maneras, "su corazón fue enteramente de Yave", no como el de Salomón que, en su vejez, con setecientas mujeres y trescientas concubinas "arrastró su corazón hacia los dioses ajenos" (Libro Primero de los Reyes 1:11). Ciertamente, en el sermón medieval, la figura bíblica de la "Confesión de los pecados de David y súplica de perdón" demostraba un imperativo de perfección: "conoce tus debilidades para crecer en virtud". Cuando David reconocía sus culpas, no cumplía con un rito, sino y más bien, con un gesto de introspección y aflicción para rehabilitar su cuerpo. 

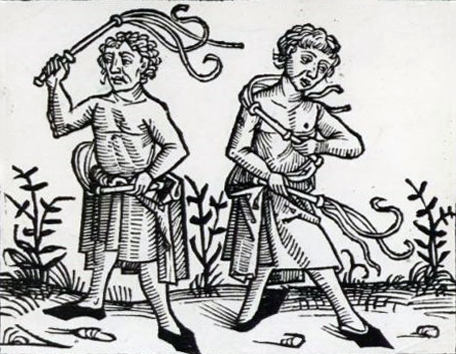
Disciplinantes o flagelantes en un grabado del. Penitenciagite (haced penitencia) Hay que castigar el cuerpo para salvar el alma. El ascetismo ve en la mortificación un camino para superar las tentaciones de la carne y obtener méritos en vida para la redención de la culpa por los pecados.

En la escolástica, se sigue la idea de que el pecado perjudica a la Iglesia y modifica esencialmente la relación del pecador con ella. Así, surge y se extiende el sistema de "indulgencia plenaria", la remisión de penas temporales otorgadas por el papa o los obispos, que combina la confesión misma de los pecados -que solo puede hacerse ante el sacerdote como único juez que libra de las cadenas del pecado- y la imposición de una pena de rehabilitación como castigo. En el siglo XII, la práctica de la indulgencia" se establece una clara distinción entre la absolución (reservada a Dios) y la indulgencia (solo pueden ser distribuidas a través de un líder de la Iglesia católica), que permite la reconciliación con la Iglesia para cualquier persona que realizase un acto compensatorio (llamado "acto de piedad"), como peregrinajes —origen de las vías romeas o del Camino de Santiago—, oraciones o mortificaciones llevadas a cabo con fines de arrepentimiento. Se aplicaba solo a las personas que, según la fórmula utilizada, eran "vere penitentibus et confessis" ("verdaderamente arrepentidos y confesados").
El perdón es un beneficio para el perdonado (porque rehabilita su cuerpo) y sirve al perdonante (reafirma su autoridad). Ya en esa época existían costumbres objetables, principalmente la "simonía": los fieles buscaban negociar con los hombres de iglesia el perdón contra dinero contante y sonante. Se impone la forma de la penitencia "tarifada", para limitar el poder de apreciación de los clérigos fijando tarifas generales según la categoría y gravedad de los pecados,  Los "libros penitenciales" recogen el conjunto de faltas graves y leves en que puede incurrir un cristiano, para ayudar a los confesores a fijar equitativamente la duración y el sacrificio de las penitencias, que corresponden al número y gravedad de las faltas. La "tasación" desciende a todo tipo de detalles y fija con absoluta precisión los tipos de mortificaciones, vigilias y oraciones. Las penas pueden durar hasta años.
La penitencia tarifada, sin embargo, tendía a una exagerada cuantificación de la realidad moral del pecado y a su compensación penitencial o penal, subordinando excesivamente el perdón a la obra material que realiza el penitente como satisfacción por el pecado. Por lo que, en contrapartida con la "simonía", la indulgencia se transformó en un arma de la política pontifical: la indulgencia plenaria se utiliza para apoyar acciones y políticas reputadas convenientes. Así, los "actos compensatorios" iban desde la "peregrinación espiritual" a lugares santos de la cristiandad (Roma y Santiago) hasta la "peregrinación armada" a Tierra Santa y el reclutamiento de combatientes entre los súbditos del rey para las guerras en Jerusalén. Así, se impuso como penitencia el voto de cruzada a Jerusalén, que a veces se conmutó por el servicio en la orden de Santiago en el entonces Condado de Galicia, todo ello a cambio de indulgencia y perdón. Ciertamente, en la metáfora del cuerpo político de Juan de Salisbury, fuente del espejo moral ideal, el rey destaca la guerra contra la herejía.

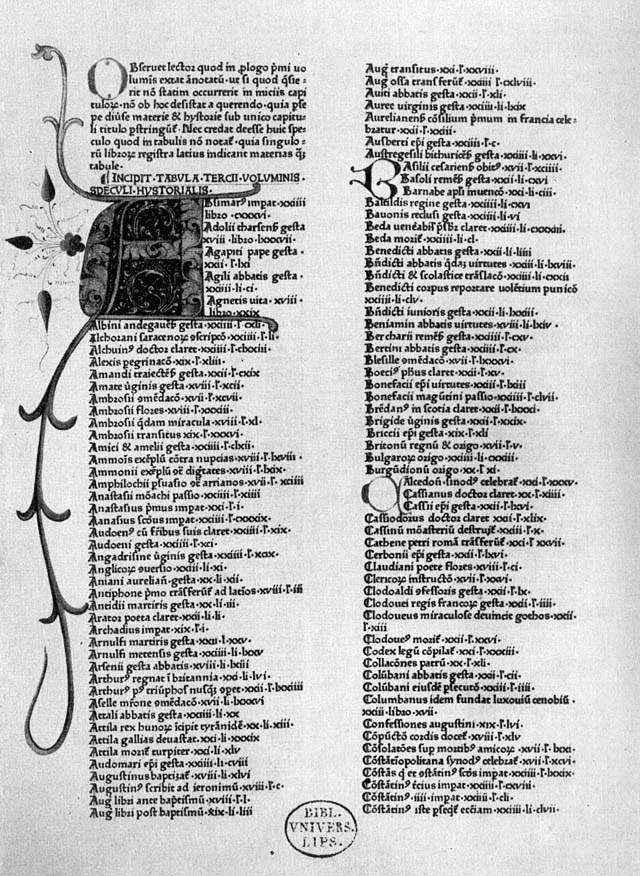
Vincent de Beauvais: "Speculum majus" (Straßburg: Johann Mentelin 1473, Teil 3: Speculum historiale.

### Elspeculumen la teoría política gregoriana
La primera gran obra de filosofía ética y política en la época fue el "Policraticus rive de nugis curalium et vestigiis philosophorum" de Juan de Salisbury, opúsculo escrito entre 1158 y 1159 y dedicado a Thomas Becket, canciller de Enrique II de Inglaterra. Salisbury se había educado en París y la Escuela de Chartres y llegó a ocupar altas posiciones en la jerarquía eclesiástica. Portador de un amplio nivel de conocimientos para la época, se inspiró para su obra en enseñanzas bíblicas, algunos diálogos de Platón -a quien llama "príncipe de toda la filosofía", el Código de Justiniano, el Digesto, la historia de Roma y los preceptos del derecho canónico. 

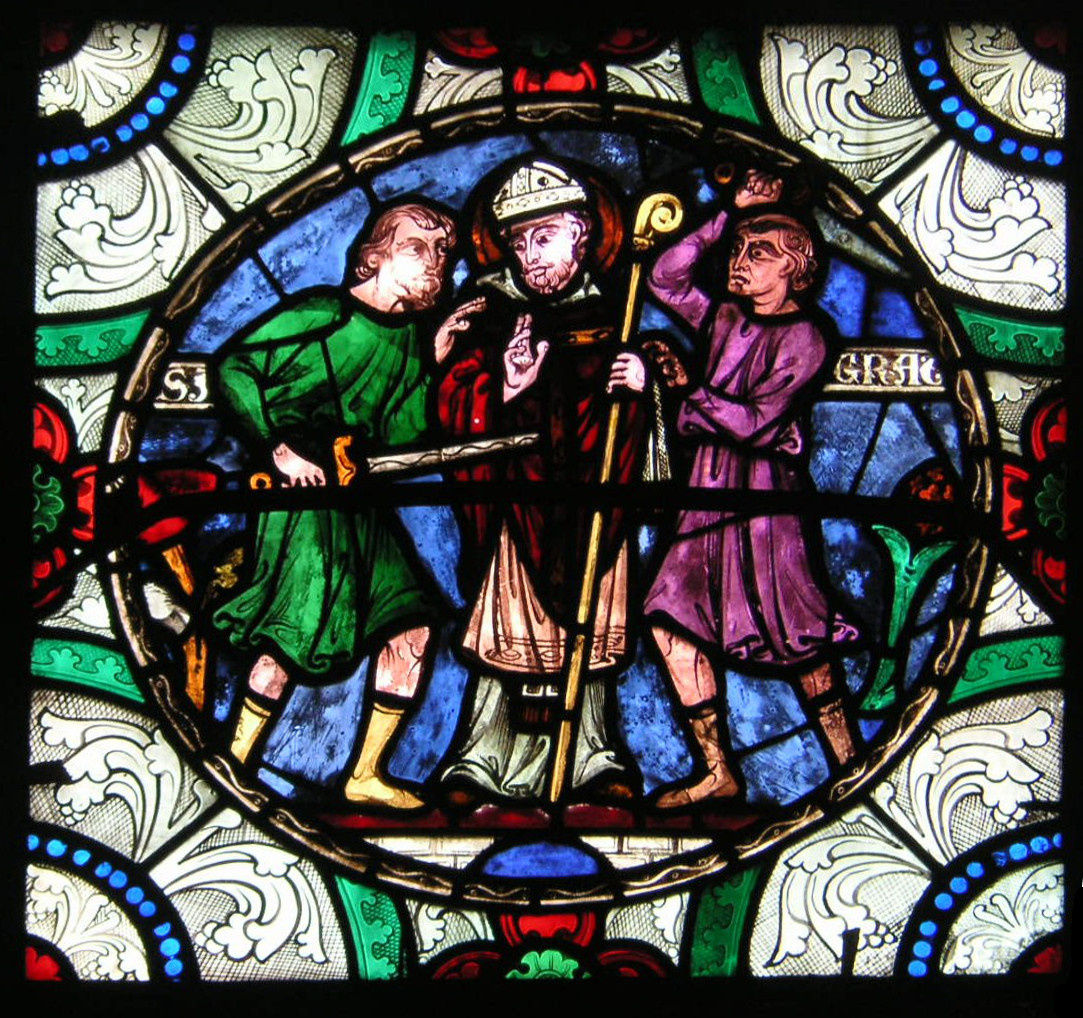
Asesinato de Santo Tomás Becket (1170), provocado por el rey de Inglaterra, anteriormente su aliado. Vidriera de la catedral de Canterbury.

Para el autor inglés no son convincentes ni el dogmatismo absoluto ni el escepticismo radical a la hora de definir las funciones de un rey. Ciertamente, la obra fue planteada en un contexto histórico muy particular en las relaciones de la Iglesia con el rey inglés. Éste, como todos los reyes normandos, quería ser el soberano absoluto tanto de su reino como de la Iglesia, basándose en las costumbres ancestrales de sus antepasados; y así buscó eliminar los privilegios adquiridos por el clero inglés que consideraba disminuían su autoridad.
Salisbury sostuvo que el príncipe recibe la espada de manos de la Iglesia, para que desempeñe todas aquellas funciones que resultarían indignas de un eclesiástico y argumentó que el monarca tenía cuatro responsabilidades: reverenciar a Dios, adorar a sus súbditos, ejercer la autodisciplina e instruir a sus ministros. El cuerpo social está subordinado al poder eclesiástico: "los inferiores deben unirse y adherir a sus superiores, y todos los miembros deben estar sujetos a la cabeza; pero siempre y sólo bajo la condición de que la religión se mantenga inviolada". Abogó por la subordinación del poder real al poder eclesiástico y la sanción más severa posible para los crímenes de Lesa majestad, planteado como un delito político contra el pueblo, el príncipe o la iglesia.
Salisbury, tomando en consideración la figura de Juliano el Apóstata tratando de reavivar la religión pagana y de frenar el cristianismo, condenó la tiranía del príncipe que lleva a los súbditos a participar "en su guerra contra Dios" porque "Dios debe ser preferido ante cualquier hombre en la tierra". En la mente de Salisbury, un tirano es la "imagen de la depravación" que supone un pobre ejemplo para su pueblo y puede alejar a la multitud de Dios. En este caso, Salisbury argumentó que matar a un regente o príncipe, cuando todos los demás recursos estaban agotados, no solo era justificable sino necesario. Esta puede ser la primera defensa del tiranicidio en ser escrita desde la Antigüedad.
Después del Policraticus, que gozó de considerable influencia, el fraile dominico Vicente de Beauvais emprendió un trabajo de compilación del que nació el Speculum maius. Ésta fue una protoenciclopedia escrita entre 1240 y 1248 que funcionó muy bien para la época. En el Libro VIII de scientia política, de la sección "Speculum doctrinale", Beauvais reunió diversos temas sobre asuntos de gobierno y reprodujo fragmentariamente la obra espejo "De bono regimine principis"; una obra perdida en la actualidad y escrita hacia el año 1200 por el monje cisterciense Hélinand de Froidmont. Este autor toma como punto de partida el texto del Deuteronomio sobre el Rey (XVII,14-20). Llamativamente, una de las figuras educativas que utilizó fue la sabiduría, "no como representación de Dios, sino como símbolo del conocimiento necesario". La obra describe las cuatro cualidades necesarias en un buen príncipe: el temor a Dios (Dei reuerenti), el cuidado hacia su propia persona (sui diligentia), la instrucción de los altos mandos (disciplina debita potestatum) y la preocupación por los súbditos y su protección (affectus et protectio subditorum). Se insiste, además, en la ecuanimidad del príncipe y en su función arbitral en las disputas entre súbditos, aconsejándose dirigir el odio y la maldad a quienes no leían.
En la misma línea de pensamiento sigue la obra espejo del fraile franciscano Gilberto de Tournai en 1259: Eruditio regum et principum (Educación de los reyes y de los príncipes). El libro fue escrito a petición del rey Luis IX de Francia para la enseñanza de su hijo, el conde Felipe de Orleans, y se compone principalmente de enseñanzas religiosas y morales ya difundidas. Fue inspirado en las tres obras citadas: De bono regimine principis (Hélinand de Froidmont), Speculum maius (Vincente de Beauvais)  y Policraticus (Salisbury) -algunos pasajes del libro son copias literales de éste-.

## Elspeculumen la península ibérica
Desde el siglo XII, el género de los "espejos de príncipes" tuvo un desarrollo constante en la península ibérica. Sin embargo, innumerables obras didácticas y moralizantes relativas a la educación del príncipe y atribuidas a filósofos o a sabios, fueron de hecho traducciones o adaptaciones de formas llegadas de Oriente que se combinaban con instituciones locales que se remontaban a la época de la Hispania visigoda.
Desde los últimos años del siglo VI, la imagen del "buen rey" estuvo condicionada por la conversión de los visigodos y la defensa de la "verdadera fe cristiana", en particular contra los judíos. Los deberes de conducta del rey surgieron de aquellas ideas que transmitían los relatos bíblicos sobre los reyes hebreos David y Salomón, las cartas paulinas, los escritos de Isidoro de Sevilla y el prólogo del Liber Iudicum.
Es así como los textos conciliares y códigos jurídicos se preocuparon por definir las cualidades y las virtudes del monarca y ofrecer de él una imagen específica. El “buen rey” de Isidoro de Sevilla debía temer a Dios, era “moderado y atemperado”, justo y misericordioso; en tanto, que el “mal rey” -el "tirano"- era "impío e inmoderado".
Por su parte, el Liber Iudicum, promulgado en el año 654, se abre con una exhortación relativa al "buen rey", que debe reinar piadosamente y con misericordia, y poseer dos virtudes: la justicia y la verdad. El rey debe ser elegido con el consentimiento de los magnates y del pueblo, y su primer deber es la defensa de la fe católica contra la perfidia de los judíos y las injurias de los herejes. Unas décadas después, el prólogo del Liber Iudicum incluirá una definición del buen rey que debía ser moderado en las acciones judiciales, atemperado en su vida, mesurado en sus despensas, no tomar nada por la fuerza y buscar el interés de su pueblo. El rey debe jurar respetar esta ley y gobernar a su pueblo cum Dei timore in regendo corda sollicita, in operando facta moderata, in decernendo judicia justa, in parcendo pectora prompta, in conquirendo studia parca, in conservando vota sincera. El primer Liber del código, titulado De instrumentis legalibus, comienza sólo a raíz de esta larga descripción de las virtudes, derechos y deberes del rey, rey que debe ante todo temer a Dios y poseer la pietas.
A partir de mediados del siglo XI, la incorporación a los reinos cristianos de tierras reconquistadas en el sur y, en consecuencia, la de numerosos cristianos y judíos arabófonos originarios de al-Ándalus y que intentaban escapar de los almorávides, abrieron ampliamente la Península a las influencias literarias de Oriente transmitidas en lengua árabe.
Nutrido en la Alexandreis, sive Gesta Alexandri Magni ("La Alejandreida, o los hechos de Alejandro Magno") de Gautier de Châtillon, el Libro de Alexandre, atribuido a Juan Lorenzo de Astorga y probablemente compuesto durante el primer decenio del siglo XII, abre el ciclo de los "espejos de príncipes" y de otras obras didácticas escritas en lengua vulgar, donde se mezclan inextricablemente los relatos bíblicos, la herencia visigoda y ciertas influencias orientales que plantean leyes y valores caballerescos.
Así, si bien en las primeras décadas del siglo XII la forma que prevaleció entonces en los tratados didácticos ibéricos se basó en las historias y las vidas de hombres ilustres que ponían en escena buenos y malos reyes a la manera antigua, ya se enseñaba a través de fábulas orientales que mostraban a reyes asociados con juglares, poetas y filósofos (Disciplina clericales), el ejemplo de un rey educado por un maestro filósofo (Epistula Alexandro de dieta seruanda), el ejemplo cristianizado del saber -la savieza- y la sabiduría -o sapiencia- que Aristóteles le da a su joven discípulo Alejandro (Libro de Alexandre).
El speculum destaca los nuevos deberes regios de cara a la actividad militar de las órdenes militares hispánicas destinadas a controlar el poder musulmán peninsular, ya que los papas eran conscientes de que había que combatir a los musulmanes tanto en Oriente como en Occidente, y que una de sus principales atribuciones era la defensa de la cristiandad. El Chronicon Mundi de Lucas de Tuy, elaborado por encargo de la que fuera esposa de Alfonso IX de León hasta 1204, Berenguela de Castilla, para el hijo de ambos, Fernando III, contiene un speculum principis adecuado para los nuevos temas de la época y sobre la base de pilares bíblicos, paulinos, agustinianos e isidorianos.
En el siglo XIII poco a poco se consolidan las formas orientales a través del esquema de “dichos” y “enseñamientos”. Aparece el Libro de los doze sabios, compuesto hacia 1237 a pedido del rey Fernando III para la formación de su hijo, el futuro rey Alfonso X (1252-1284). La obra quiere ofrecer, en un prólogo y sesenta y seis capítulos, una suma de aquello que "(...) todo prinçipe e regidor de reyno deve aver en sy, e de como deve obrar en aquello que a el mesmo perteneçe". Inspirándose quizá en el Libro de la Sabiduría de Salomón, el autor coloca a la sabiduría como "la ley de todos los reyes". No obstante, el capítulo XII de Doze sabios parece haber sido influido por uno de los "espejos de príncipes" orientales más difundidos entonces en Europa: el Secretum secretorum. Esta “misteriosa” obra pseudo-aristotélica que se había transmitido de fuentes griegas a sirias y árabes, fue parcialmente traducida en el siglo XII por Juan Hispalense y en su totalidad por Felipe de Trípoli a comienzos del siglo XIII, e impuso un modelo de "espejo de príncipes" como tratado compuesto por un gran consejero para un gran rey, un maestro para su alumno, hasta que fue sustituido por un estilo escolástico de comentarios y ejemplos.

### El aporte literario de la corte alfonsí
Al asumir Alfonso X el trono de Castilla, en 1252, el reino estaba en su apogeo. Cuatro años antes, su padre había conquistado Sevilla; en los años anteriores había obtenido la rendición de Jaén y Córdoba, ganando así un terreno estratégico en la lucha contra los musulmanes del sur. De las cortes alfonsíes y de su entorno emanaron los mejores escritos jurídicos e históricos de la época y que influyeron en los espejos de príncipes: Fuero de las Leyes, Espéculo, Setenario, Siete Partidas, Estoria de España y General estoria.
En los años alfonsíes las instituciones hispanas son una combinación de vestigios visigodos, escritos judaicos y aportes musulmanes y casi nada de Europa central. Ciertamente, los textos que se fueron elaborando desde el siglo XII al norte de los Pirineos aún no influirían en el pensamiento político peninsular. Aun cuando el Camino de Santiago permite cierto intercambio cultural, los inventarios de bibliotecas de la época no descubren, de hecho, la existencia de ningún ejemplar del Policraticus de Juan de Salisbury, del Speculum regum de Godofredo de Viterbo o del De regimine principum de Helinando de Froimond. Pero Alfonso X no rechazó los contactos intelectuales con el norte y, mientras hacía traducir innumerables obras del árabe, dio a su hijo Sancho un preceptor "sabio" que lo educara, el franciscano Juan Gil de Zamora, que había estudiado en París entre los años 1273 y 1278.
Por un lado, como parte de la educación del infante Sancho, el scriptor zamorano redactó el Liber de Praeconiis Hispaniae (del cual existió una versión castellana, con el título de "Alabanças de España"); con diez capítulos sobre la historia de la península hispánica, su geografía, sus habitantes, sus reyes, todo en un tono encomiástico, mezclando hechos históricos con relatos bíblicos, mitos clásicos y dos libros sobre estrategia militar sobre la base de escritos de táctica militar de los romanos Vegecio (De re militarii) y Frontino (fragmentos de Strategemata insertos en el tratado de Vegecio). Por otro lado, el infante Fadrique -hermano del rey Alfonso X- hizo traducir en 1253 una compilación de relatos ejemplares proveniente de fuentes hindúes, el Libro de los engaños e los asayamientos de las mujeres, conocido en su versión oriental como Libro de Sindibad o Sendebar. La mayor parte de los exempla de esta obra pone en escena a un rey, y el primero de ellos relata la educación que un rey de Judea, llamado Alcos, dio a su hijo a manos del sabio Çendubete.

## Nuevas influencias filosóficas: el aristotelismo
El siglo XIII fue el período de mutaciones posterior al Renacimiento del siglo XII que obedeció a diversas causas: la lectura y el conocimiento de nuevos textos filosóficos, a partir de la introducción de las principales obras de Aristóteles por parte de eruditos árabes y judíos asentados en la península ibérica; la consolidación institucional de la universidad, que adquiere cierta autonomía intelectual en la enseñanza -si bien es cierto, amparado por una actitud de condescendencia del papado-; la reanudación del estudio del derecho romano en el sur de Francia y en las ciudades italianas de Rávena y Bologna; el ascenso a las cortes imperiales de asesores jurídicos y políticos mejor preparados que en épocas anteriores, el rompimiento del monopolio literario en manos de los monasterios y órdenes religiosas a partir del surgimiento del sistema de pecia en las universidades y la irrupción en el campo literario de la teoría de la argumentación.
Cuando aparece en el ámbito europeo latino el Corpus Aristotelicum se produce una revolución en el pensamiento filosófico de la Edad Media. La figura de Aristóteles no era completamente desconocida en la Europa latina. El filósofo y magistrado romano Severino Boecio tradujo y comentó dos obras aristotélicas: "Categoriae" y "De Interpretatione". Está son las únicas obras del estagirita que conocieron los teólogos cristianos hasta el siglo XII. Ciertamente, la filosofía medieval debe a Boecio no solo su método de trabajo, el comentario-, sino también la definición clásica de "persona" como "rationalis naturae individua substantia" (sustancia individual de naturaleza racional). Definición que se basó en la interpretación latina de dos categorías aristotélicas: "sustancia individual" (el individuo subsistente en sí mismo) y "naturaleza racional" (el hombre es "zoion logon echon" -animal dotado de razón-).
En el siglo XII, el teólogo musulmán asharí Averroes, introdujo el pensamiento aristotélico en occidente. En los comentarios de las obras del estagirita, Averroes básicamente sostuvo que hay una verdad, pero hay al menos dos maneras de alcanzarla: a través de la filosofía y a través de la religión. Concomitantemente, el reconocido Gerardo de Cremona, de la denominada Escuela de traductores de Toledo, tradujo al griego y al latín cerca de 50 obras de Aristóteles que habían preservado los árabes y abrió la posibilidad de un estudio pormenorizado e individual de sus obras. Entre los años 1160 y 1180, el filósofo Gundisalvo, en su De divisione philosophiae, trató sobre el conocimiento de las virtudes y de las acciones del rey, incluyendo las leyes, en la segunda parte de la filosofía práctica; extrayendo esos conocimientos "del libro de Aristóteles que es llamado Política y es una parte de la Ética".
En el siglo XIII, los escritos averroístas penetraron al norte de los pirineos y cautivaron a gran parte de la comunidad literaria de París. Las ideas, actitudes y métodos de Aristóteles llegaron a los maestros y a los estudiantes, los que se apoyaban en el estudio de lógica, filosofía natural y metafísica para su formación. Sin embargo, la primera reacción eclesiástica en el tratamiento de sus obras fue de temor. El Sínodo provincial de París de 1210 prohibió comentar e impartir lecciones sobre los libros de filosofía natural de Aristóteles, en especial De Anima (Sobre el alma); en 1215 la prohibición se extendió a la Metafísica, y en 1231 el Papa Gregorio IX confirmó aquella decisión con una curiosa acotación: "hasta que sean corregidos".
En cualquier caso, las obras traducidas eran las que los eruditos castellanos encontraban en las Cortes de Toledo o buscaban en el Al-Ándalus. Allí encontraban también las obras griegas que Hunayn ibn Ishaq había traducido en la biblioteca de Bagdad. La convivencia entre "sabios" de las religiones cristiana, judía y musulmana hizo posible la recuperación y preservación de las obras de Aristóteles. Entonces, los principales exponentes dominicos de la filosofía escolástica Alberto Magno, Boecio de Dacia y Siger de Brabant asimilaron la filosofía de Aristóteles a partir de las traducciones e interpretaciones islámicas de Avicena y Averroes y trataron de armonizar los textos aristotélicos con la fe cristiana.
En ese orden de ideas, empezó a circular en Europa central un florilegio de las obras aristotélicas, expurgadas por la iglesia y bajo el título de Auctoritates Aristotelis, compuesto por un erudito franciscano de Montpellier llamado Johannes de Fonte. Lector en teología, dice en el prólogo que su obra tiene la intención de prestar asistencia "tanto para predicar a la gente como para el estudio de las artes". La obra gozó de una amplia circulación, proporcionando una manera conveniente de embellecer una composición o sermón con citas de Aristóteles.
A pesar de las prohibiciones, el avance triunfal del Estagirita no pudo detenerse. Tras la huelga estudiantil de 1229 en la Universidad de París, el Papa Gregorio IX (egresado de la misma), promulgó la bula Parens scientiarum del 13 de abril de 1231 que garantizaba la autonomía de la enseñanza universitaria respecto a las autoridades locales, fueran estas seculares o eclesiásticas, poniendo directamente a la universidad bajo la autoridad papal. En la práctica, implicó una mayor autonomía de los maestros para decidir sobre el programa de estudios. Así, en marzo de 1255 los estatutos de la Facultad de Artes de la universidad, incluyen en el programa de estudios todas las obras de Aristóteles conocidas hasta ese momento. Finalmente, en 1366 los delegados del Papa exigieron el estudio de todo Aristóteles, como requisito necesario para optar la licenciatura en la facultad de artes. Significa que las condenas y prohibiciones fueron letra muerta.
La Ética -conocido parcialmente en el siglo XII- se completa en 1245. En cuanto a Política, entre 1255 y 1261 se dan a conocer los libros I y II. Se completa su lectura y estudio en tres etapas con las glosas de Alberto Magno de 1265, la traducción completa del griego al latín por Willem van Moerbeke de entre 1267 y 1268 -que además recuperó los comentarios sobre Aristóteles de Alejandro de Afrodisias y Juan Filópono- y el comentario de Tommaso d'Aquino de entre 1269 y 1272.
El comentario sobre la "Política" abre paso a una "filosofía de los asuntos humanos". A fines del siglo XIII, el "espejo de príncipes" -de carácter más descriptivo que argumentativo- fue incorporado en los tratados políticos de la época; y aunque no desaparece el estilo tradicional de enseñanzas morales, paulatinamente empieza a ser sustituido por textos cuya fuerza retórica eleva sensiblemente el nivel de la reflexión política.

### Tomás de Aquino y la cristianización de Aristóteles

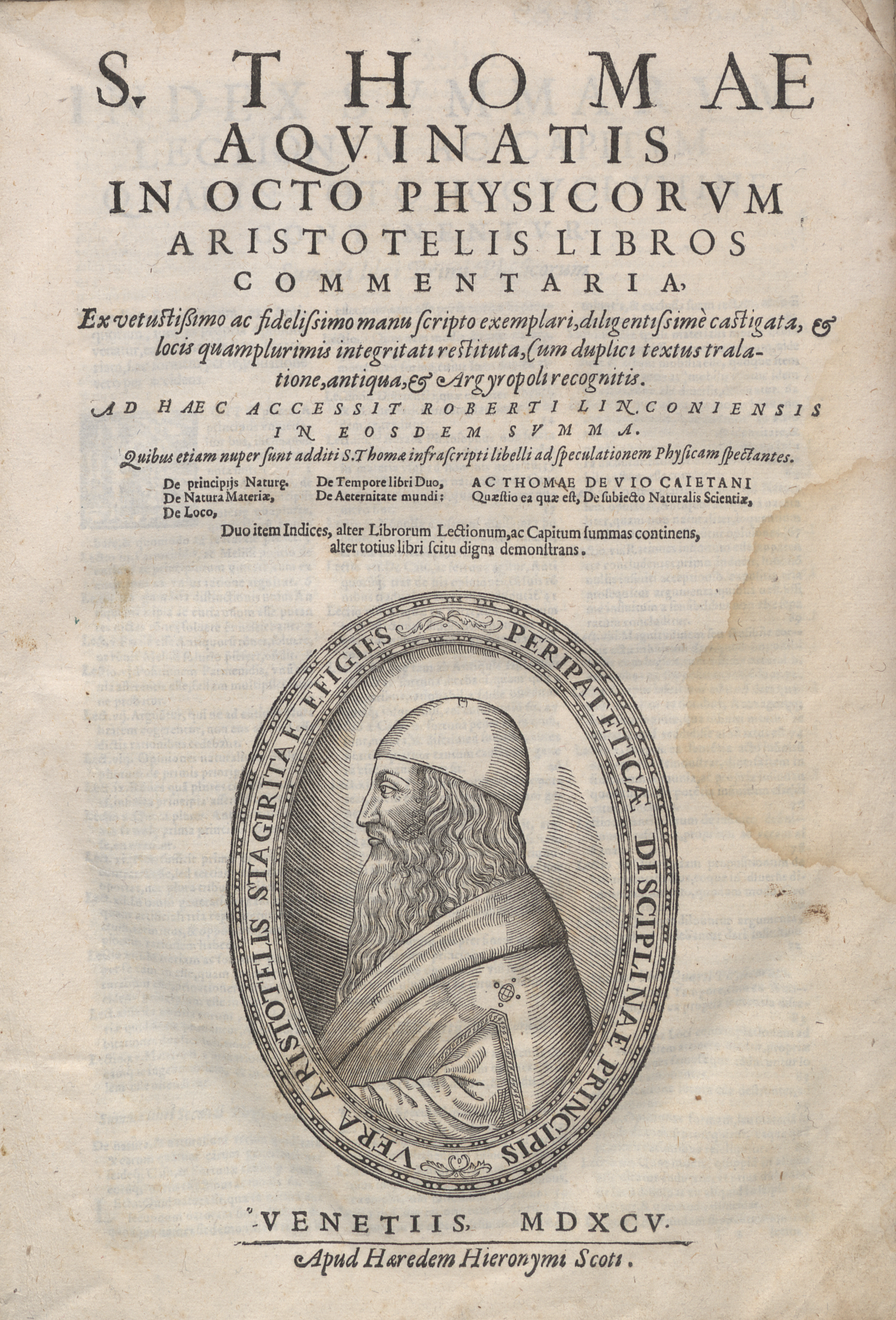
Super Physicam Aristotelis, 1595

El problema central de la iglesia medieval con el pensamiento aristotélico, radica en la distancia ideológica de la teoría política del estagirita respecto a la doctrina del pecado original del sacerdotalismo gregoriano. El fundamento de las relaciones humanas y los vínculos de dominio de unos hombres sobre otros, de acuerdo a la visión teológica del gobierno, se basaba en el hecho de que el pecado hacía de la ecclesia el ámbito en el que los hombres se reúnen en este mundo en búsqueda de su salvación. Pero desde la perspectiva aristotélica, las relaciones de dominación no tienen su origen en un dato de la historia de la salvación, sino en la politicidad, impulso natural que mueve a los hombres a reunirse en la polis en búsqueda de su felicidad, posible en este mundo.
Así, la polis aristotélica -o la civitas- se erigía como sustitutiva de la ecclesia, como un nuevo ámbito de relaciones humanas que dejaban de ser pensadas como posibles dentro de una comunidad de origen sobrenatural. En lo sucesivo, los vínculos humanos serían colocados en una comunidad natural. De esta manera, quedó planteada la idea de la naturaleza como un orden independiente, con fines propios y con leyes concebidas para alcanzarlos, quitando la política del ámbito de la eclesiología.
En ese contexto aparece Tomás de Aquino, cuyos estudios y obras literarias, que son ante todo teológicas y filosóficas, abarcaron el orden político. El aquinate se centró en el estudio de las funciones del regnum, las leyes humanas y la propiedad privada en torno a la noción de ley natural. Sus rationes rerum civilium (teorías políticas) se hallan dispersas en cuatro obras: el opúsculo De regimine Iudaeorum (El Gobierno de los Judíos), dedicado a la Duquesa de Brabante y escrito entre los años 1261 y 1272; otro opúsculo inacabado, De regno, Ad regem Cypri (Del reino, para el rey de Chipre), probablemente dedicado al rey de Chipre Hugo II de Lusignan y escrito entre los años 1265 y 1267; un comentario parcial de Política de Aristóteles, Sententia Libri Politicorum; y el tratado de las leyes comprendido en la Secunda Secundae de la Summa Theologiae (Suma teológica), escrito entre los años 1265 y 1274.
La filosofía política de Aristóteles, tal como fue adaptada por Tomás de Aquino, proporcionó el marco conceptual para situar al gobierno civil en un orden cósmico mayor, de modo que reinara un clima de concordia entre el poder espiritual de la Iglesia y el poder temporal representado por los príncipes de los distintos reinos terrenales. De acuerdo al aquinate, todo el conocimiento humano forma una sola pieza conformado por tres partes (ciencia, filosofía y teología) que no se encuentran en oposición ni buscan propósitos contrapuestos, sino que se complementan. Esas tres partes siguen un orden de jerarquía desde el más ínfimo de los seres hasta el único perfecto y completo que es Dios: están las ciencias particulares, cada una de las cuales tiene un objeto particular; por encima de ellas, está la filosofía, una disciplina que trata de formular los principios universales de todas las ciencias por medio de la razón, mientras que en la culminación del sistema se encuentra la teología. Basada en la revelación de Dios, la fe es la realización plena de la razón.
Ese esquema de conocimiento constituye un orden cósmico que se estructura según cuatro formas de razón orientadas a un mismo fin: la ley eterna (representa los principios de un orden cósmico gobernado por Dios), la ley natural (aquel aspecto de la regulación divina al que la razón humana puede acceder y es común a toda la humanidad), la ley divina (dirigida a la vida eterna y a la relación de la humanidad con Dios, es un don de la gracia de Dios más que un descubrimiento de la razón natural) y la ley humana (la convención humana capaz de complementar o modificar en sus aspectos secundarios a la ley natural).
El orden político está inserto en el orden eterno y universal de la creación y la ley humana no es más que una participación en la ley eterna, pues todo el conjunto del universo está regido por la razón divina que tiene el carácter de ley.
La ley natural se asienta en la razón natural, aun sin ayuda de la revelación divina, y está presente en todos los hombres (cristianos o paganos). Esa razón natural se manifiesta en la inclinación a buscar el bien y evitar el mal, a obtener y conservar en la existencia terrenal y pecadora cierto grado de seguridad y comodidad materiales para la suficiencia de la vida; siempre y cuando la multitudo se someta a algo por lo que se rija la mayoría (el gobierno del príncipe), para evitar su dispersión en muchos núcleos sin llegar a un fin común.
El gobierno temporal no depende del cristianismo, es un orden natural que tuvo que haber existido antes de la "Caída del hombre", aunque la propensión de los seres humanos al pecado haya requerido la coerción a fin de mantener la paz y el orden de un modo que no era preciso en la condición anterior a la expulsión del paraíso. La caída no significó la pérdida de la razón natural, sino únicamente la pérdida los dones preternaturales de la inmortalidad y la exención del sufrimiento. Y si bien los seres humanos son capaces de elegir no actuar conforme a los principios de la razón, ello solo significa que también son capaces de ordenar sus vidas y sus acciones a la búsqueda de la felicidad o la dicha (beatitudo) de acuerdo a esos mismos principios. El orden político temporal, dirigido hacia el bien común, es el medio con el que puede conseguirse ese fin.
Con independencia de que ese gobierno temporal sea encabezado por un cristiano o un pagano, "todo lo que se halla ordenado a un fin avanza unas veces rectamente y otras no; por ello la sociedad en ocasiones es bien dirigida y en ocasiones mal. Cada cosa está bien regida cuando se la conduce al fin que le conviene". De esa manera, los súbditos cristianos de un príncipe pagano no estarían dispensados de obedecerle, si cumpliera con los principios de la ley natural. En ese orden de ideas, la Iglesia puede -con razón- dispensar a los súbditos de obediencia a un príncipe hereje que busca su bien individual; en cuanto la herejía es una desviación sobre el contenido de la fe, que se manifiesta en la falsificación de la verdad de la que depende la salvación. Sin embargo, la Iglesia no podría hacer lo mismo con un príncipe pagano que cumpliera con los preceptos de la ley natural.
El concepto de la ley natural fue un constructo intelectual tomista que serviría para negociar los límites entre la ley divina y la ley humana, sin menoscabar la integridad y la autoridad del poder eclesiástico y el poder civil. La ley humana deriva de la natural, a la cual complementa de una forma más específica (regula la vida de una sola especie de criaturas) y efectiva (tomando en cuenta las propiedades distintivas de esa especie), para proveer a las especiales circunstancias de la vida humana. La funcionalidad de esta definición se vislumbra, más que en cualquier otro lugar, en la concepción tomista de la propiedad. Dios tiene dominium sobre la naturaleza de las cosas materiales, pero el hombre tiene un dominium efectivo sobre el uso que se les da.  En la ley natural no existe ningún principio que determine si la posesión es, o debería ser, privada o comunal, pero la propiedad privada existe en virtud del Ius Gentium.
Por lo tanto, si la propiedad privada era una convención humana, su regulación estaba dentro de las cosas temporales y por fuera del poder eclesiástico. La única limitación que plantea para el gobernante, es que no puede tomar propiedad de sus súbditos mediante los impuestos más allá de lo que sea necesario.

### Consolidación delspeculumescolástico

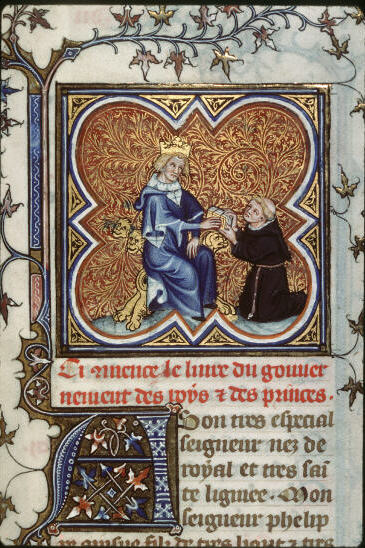
Egidio Romano ante Felipe el Hermoso.

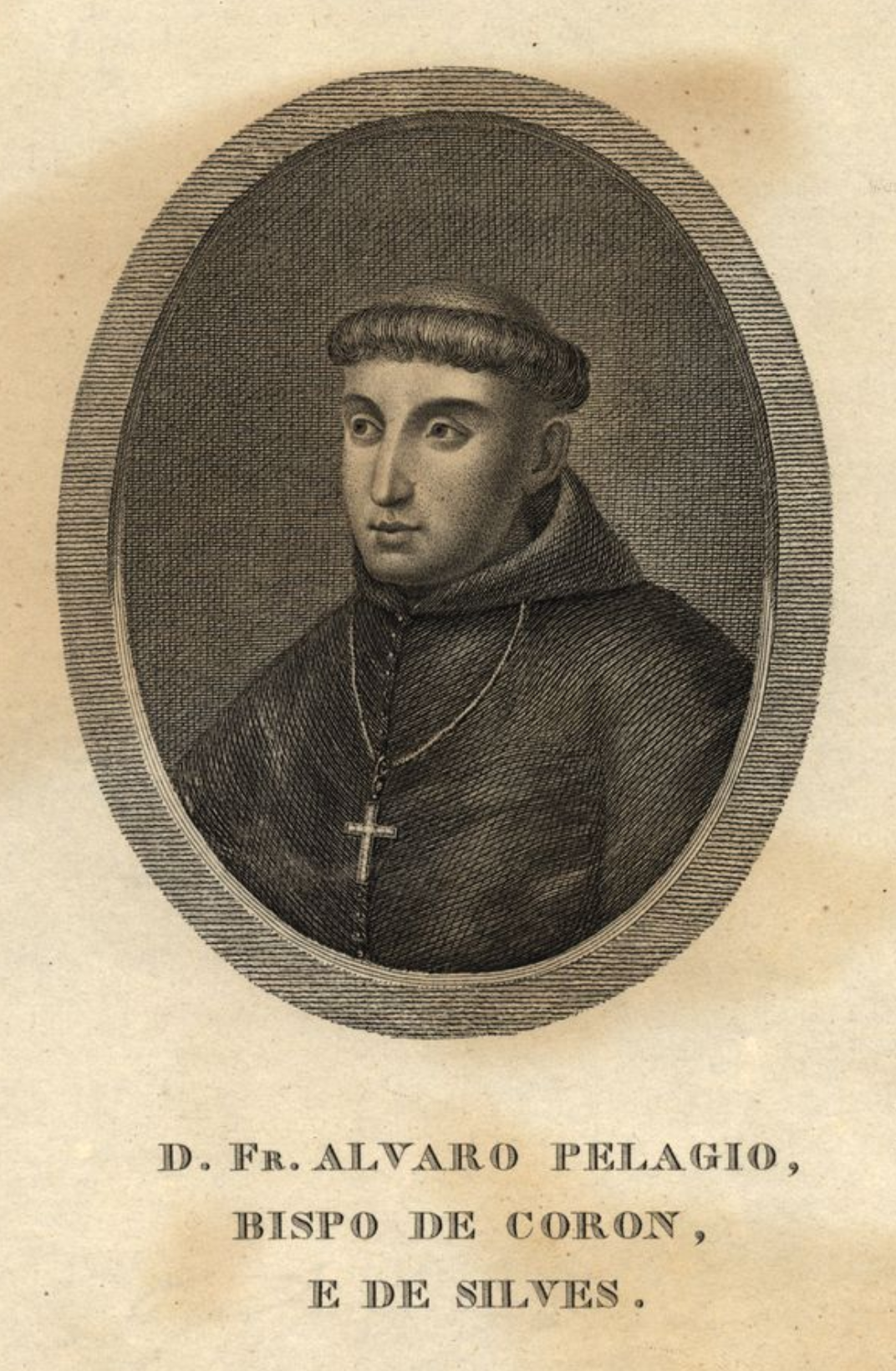
Álvaro Pelagio (Biblioteca Nacional de Portugal)

Desde finales del siglo XIII, la mayoría de los espejos centroeuropeos utilizaron casi unánimemente el modelo de carácter escolástico, con base indirectamente en el opúsculo de Tomás de Aquino, De regno, Ad regem Cypri (Del reino, para el rey de Chipre). Sin embargo, la influencia del aquinate fue indirecta por tratarse de una obra inacabada; en tanto que el speculum más influyente de la época pertenece a un exalumno de Tomás, Egidio Romano, el primer agustino en ingresar al claustro de la Universidad de París.
En efecto, en su obra De regimine principum (escrita cerca de 1284) –dedicada a Felipe el Hermoso–, Egidio reflexiona en el carácter natural de la sociabilidad humana hasta llegar a la organización política más compleja. Más que proponer un origen de la sociedad, describe las formas en que esto podría realizarse: desarrollo de comunidades más pequeñas, consenso de los habitantes de un determinado lugar, acción de un tirano y una posición sobre la resistencia a la tiranía más cercana a Tomás de Aquino (se opone al uso de la violencia) que a Juan de Salisbury (justifica el tiranicidio como último recurso). Defiende a la monarquía como el mejor sistema y, desviándose del pensamiento aristotélico, sostiene que el rey ni siquiera está obligado a cumplir la ley positiva.
En la península ibérica, por caso, De regimine principum debió difundirse progresivamente durante la primera mitad del siglo XIV de acuerdo a lo sostenido por don Juan Manuel en el capítulo IV de su Libro infinido, compuesto entre los años 1336 y 1337: 

Si quisieredes saber quales son las maneras et las costumbres de los buenos reys et las maneras [et las costumbres] de los tirannos, et que deferençia ha entre ellos, fallar lo hedes en el libro que fizo fray Gil, de la orden de Sant Agostin, que llaman De regimine principum, que quiere dezir Del gouernamiento de los principes.

Hacia 1344, Juan García de Castrojeriz comentó, para la educación del infante Pedro -el futuro Pedro el Cruel-, el tratado de Egidio Romano. Sin embargo, Castrojeriz en la Glosa Castellana al Regimiento de Príncipes no solo comenta y explica, busca adaptar la filosofía moral de Aristóteles al punto de vista de los teólogos, como parte del deseo de hacer concordar la fe con la razón. Recrea por lo tanto la leyenda del arrepentimiento de Aristóteles en la hora de su muerte y su deseo de situar la felicidad en el amor de Dios, e intenta completar el pensamiento de Aristóteles señalando los puntos comunes entre su filosofía y la teología.Con todo, la importancia del comentario de Castrojeriz no reside solamente en que él presentara y analizara un tipo de "espejo de príncipes" que predominó a fines de la Edad Media, sino que puso al alcance de un público más amplio un canon de ciencia política, proceso que se generalizó a lo largo del siglo XV.
En la misma época, el franciscano Álvaro Pelagio redactaba el Speculum regum ("Espejo de reyes"), dedicado a Alfonso XI de Castilla y al cardenal Gil Álvarez de Albornoz. Álvaro se presenta solo como canonista y teólogo moralizador. Exalta en los buenos reyes las treinta virtudes primordiales, condensadas a la postre en las cuatro virtudes cardinales, y fustiga a los malos reyes que se entregan a la ira, no hacen reinar la justicia, usurpan las funciones sacerdotales, se rodean de malos consejeros, venden los oficios, protegen a los judíos y a los musulmanes en vez de liberar Tierra Santa, no persiguen la herejía, oprimen a su pueblo con impuestos, alteran la moneda, no siguen los consejos de la Iglesia y no la defienden, intervienen en las nominaciones de los obispos, no respetan las libertades eclesiásticas, se entregan a los vicios, a los desafíos y a la caza. La forma elegida proviene directamente de las escuelas de derecho canónico y teológico, y sus consideraciones sobre el comportamiento de los monarcas recuerdan a Juan de Salisbury.
En tanto que la primera traducción al castellano del De regno de Tomás de Aquino, fue realizada en Madrid en 1625 por Alonso Ordóñez das Seyjas y Tobar y va dirigida al conde-duque de Olivares. Está condicionada por los errores de compilación del texto latino del que se sirvió para la traducción. En la fuente latina, el De regno fue catalogado como De regimine principum ("Del gobierno de los príncipes"). Sin embargo, ese título engloba tanto el opúsculo de Tomás de Aquino (libros I y II) como los escritos de su discípulo Ptolomeo de Lucca (libros III y IV) y que tratan de las relaciones de poder entre el sacerdocio y el imperio y el origen del poder desde un punto de vista personal del teólogo toscano.

## La literatura diplomática renacentista: Maquiavelo

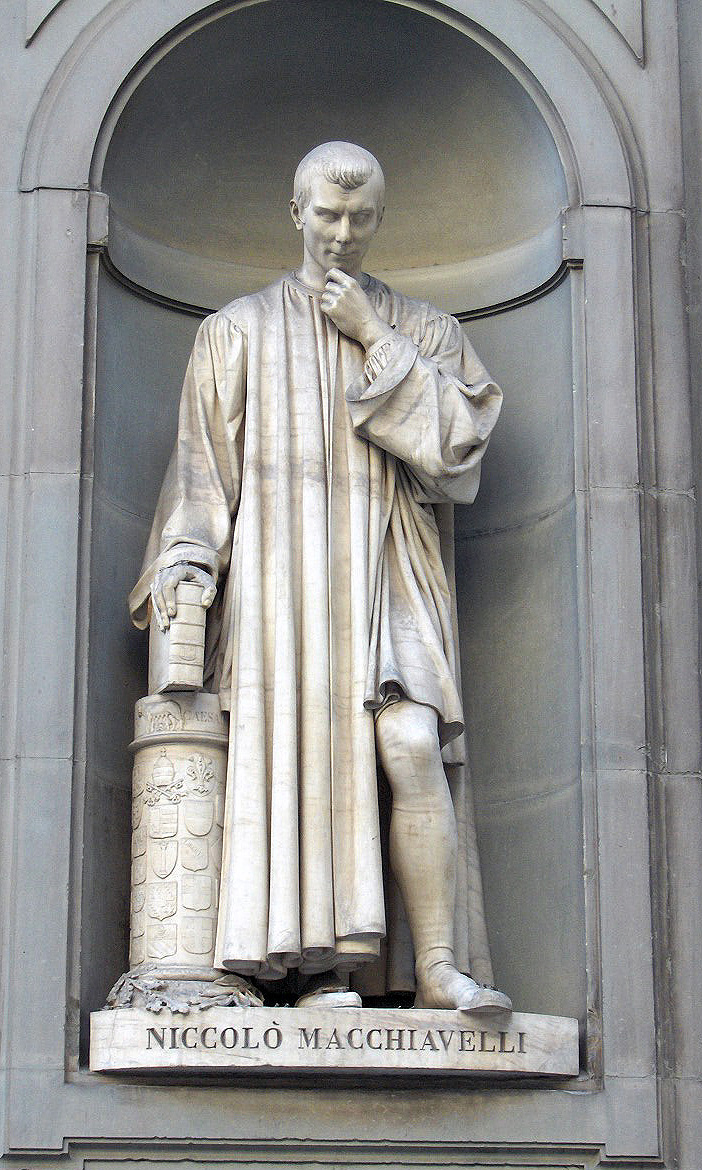
Estatua de Maquiavelo en la Galería Uffizi.

Los espejos de príncipes hasta el siglo XV habían constituido una reflexión genérica sobre el poder y su ejercicio —encarnada en la figura del frecuentemente denominado como príncipe— sobre la base de un modelo inmutable —en relación con la consideración de éste como perfecto y, por lo tanto, aplicable a cualquier momento y situación—, aun cuando frecuentemente éstos se presentaran como obras dirigidas específicamente a la educación de un príncipe o rey concreto.
En el siglo XV, la resurrección del absolutismo papal tuvo su correlato en una consolidación de los reinos nacionales y la expansión del poder monárquico en toda Europa occidental; en donde el poder regio creció a expensas de las instituciones tradicionales rivales: la nobleza, los parlamentos, las ciudades libres y el clero. Solo en Inglaterra la duración relativamente breve del absolutismo de la dinastía Tudor permitió la continuidad de la historia parlamentaria.
El poder político, que había estado disperso entre feudatarios y corporaciones, se concentró rápidamente en manos del monarca, que en ese momento fue el gran beneficiario de la creciente unidad nacional. La concepción de un hombre fuerte y superior, que es la fuente de todo poder político -que antes sostuvieron los juristas influidos por el derecho romano imperial y los partidarios del derecho divino de los papas-, pasó a ser en el siglo XVI una forma común de pensamiento político.
La expansión del comercio entre los nuevos reinos, por la iniciativa de individuos aventureros dispuestos a comerciar con cualquier mercancía que se pudiera vender allí donde hubiera un mercado vacío, generó una política consciente de explotación o aprovechamiento de todos los recursos nacionales disponibles. Las rutas comerciales debían estar libres de trabas y riesgos para eso. El antiguo modelo de monarca cristiano que levantaba su espada en defensa de la persona sagrada -el peregrino- y para imponer la fe cristiana contra el islam y los herejes se extingue. El monarca del siglo XVI utiliza su espada para impedir que la antigua nobleza arme bandas de vasallos productores de desórdenes, de ataques contra la propiedad de los nuevos comerciantes e intimidación sobre los tribunales en los que se ventilan sus disputas económicas. La burguesía veía con ventaja para sus intereses la concentración del poder militar y la administración de justicia en el mayor grado posible en manos del monarca.
El poder regio se basa por completo en la fuerza para lograr cierta consolidación territorial. Toma por la fuerza los recursos que necesita para mantenerse. Somete a los monasterios que, débiles y ricos a la vez, fueron expropiados igualmente por las monarquías protestantes y las católicas, con objeto de proporcionar riqueza a una nueva clase social que constituía la principal fuerza de la monarquía. El sacerdotium se desvaneció como potestad independiente y la iglesia pasó a ser una asociación voluntaria o un socio del gobierno nacional.
En casi todos los países de Europa occidental se consolidó una "monarquía absoluta". En España, la unión de Aragón y Castilla con el matrimonio de Isabel I de Castilla y Fernando II de Aragón, inició una monarquía absoluta que convirtió a ese reino en la más grande de las potencias europeas durante la mayor parte del siglo XVI. En Ingletarra, el final de las "guerras de las dos rosas" y el reinado de Enrique VII iniciaron el período de absolutismo de la dinastía Tudor, que comprendió todo el período de Enrique VIII y gran parte del reinado de Isabel. En tanto Enrique debía su trono al apoyo de la clase media, se vio obligado a aplastar con todo su poder a los secuaces de la nobleza cuyos desórdenes amenazaban por igual a la corona y a la clase media comerciante. Así, estableció el orden fomentando el comercio, estimulando las empresas marítimas y eclipsando el poder de la Cámara de los Comunes.
Francia se convirtió desde la segunda mitad del siglo XV en la nación más unida, compacta y armónica de Europa alrededor de un poder regio consolidado administrativamente. La ordenanza de 1439 agrupó toda la fuerza militar de la nación en manos del monarca e hizo efectiva su autoridad al concederle un impuesto nacional con que sostenerla. Pocos años después se había creado un ejército de ciudadanos, bien preparado y equipado, que había expulsado del país a los ingleses. Antes de acabar el siglo, habían sido sometidos los grandes feudatarios -Borgoña, Bretaña y Anjou-. Entre tanto los estados generales habían perdido para siempre su control sobre los impuestos y con él su poder de influir en el monarca, y este último había establecido su poder sobre la iglesia francesa. Desde los primeros años del siglo XVI hasta la época de la revolución el monarca se convirtió prácticamente en único representante de la nación.
Los pueblos germanos requirieron más tiempo para organizarse pero siguieron el mismo trayecto de consolidación de los otros reinos europeos. Las reglas sobre cómo el rey, los electores y los otros duques debían cooperar en el Imperio, dependían de la personalidad de cada rey. A raíz de estos drásticos cambios, emergieron fuertes discusiones sobre el propio Imperio durante el siglo XV. La guerra entre el emperador Federico III de Habsburgo y rey Matías Corvino de Hungría, solo cesó con la muerte de éste en 1490. Sin embargo, cuando Federico III necesitó a los duques para financiar la guerra contra Hungría en 1486 y a la vez para que su hijo, el futuro Maximiliano I, fuera elegido rey, se encontró con la demanda unánime de los duques de participar en una Corte imperial. Finalmente, en 1493 fallecido Federico III y ya como nuevo rey, Maximiliano y los duques acordaron diversas leyes, comúnmente conocidas como la Reforma imperial: un conjunto de actas legislativas para dar de nuevo una estructura a un imperio en desintegración. Entre otros, estas actas establecieron los Estados de la Circunscripción Imperial y el Reichskammergericht (Tribunal de la Cámara imperial); estructuras ambas que —en distinto grado— persistirían hasta el final del imperio en 1806. Tras la Dieta de Colonia, en 1512 el Imperio pasa a denominarse "Sacro Imperio Romano de la Nación Alemana".
En Italia, en cambio, las fuerzas de un nuevo sistema comercial e industrial habían sido especialmente destructoras de las instituciones antiguas, pero por razones implícitas en la situación política, las fuerzas que podían construir un orden centralizado estaban neutralizadas o inoperantes. Al inicio del siglo XV el territorio italiano se presentaba muy fragmentado en estados de diversa extensión e importancia. El declive de las ciudades había llevado a un proceso de reforzamiento institucional, concluido con la instauración de las signorie ("señoríos"), junto con las repúblicas oligárquicas, fundadas con anterioridad. Des ese modo, Italia estaba dividida en cinco grandes estados:
- El ducado de Milán se configuró como una potencia emergente, primero bajo la familia de los Visconti, después bajo la de los Sforza, interesada en expandir sus dominios a expensas de las repúblicas de Venecia y de Florencia.
- La república de Florencia, después de que la revolución del sacerdote Girolamo Savonarola expulsara del poder a los Médicis en 1494, se constituyó en una república democrática.
- la república de Venecia, desde siempre en lucha con Génova por la supremacía comercial en los mares, extendió poco a poco sus dominios en tierra firme, eliminando pequeñas señorías locales y entrando, por lo tanto, en conflicto con Milán y con el Papado.
- Las ciudades de la Santa Madre Iglesia, constituidas en 1357 y definitivamente concluido el "gran cisma" en 1418, entraron en una fase de estabilidad interna, no obstante los contrastes con las potencias limítrofes.
- El reino de Nápoles, gobernado por los Anjou, estuvo en el centro de las luchas dinásticas entre las distintas ramas de los angevinos y, poco después, fue conquistado por los aragoneses, que en 1442 unieron los territorios de Cerdeña, Sicilia y Nápoles a las coronas hispanas de Aragón y Castilla.

Hasta los papas cayeron en la tendencia hacia la concentración del poder. Pese a que los papas renacentistas eran a menudo indignos y libertinos, consiguieron hacer de su "estado" el más consolidado y permanente de Italia. La vieja ambición de situarse como árbitro de todas las disputas de la cristiandad había cedido al más práctico y mundano deseo de conservar el dominio de la Italia central.
Por entonces no apareció ningún poder suficientemente grande para unir a toda la península. Los italianos sufrían todas las degradaciones y opresiones consecuencia de la tiranía, con pocas de las compensaciones que ésta pudiera ofrecer, y las divisiones entre los tiranos tiranos dejaban a las ciudades como presa al alcance de las manos de franceses, españoles y alemanes. La caída de la república democrática florentina en 1512 fue un ejemplo del destino que aguardaba a una forma de gobierno incapaz de hacer frente a las fuerzas políticas de su época.
De la estructura de gobierno florentina derribada, emergió un diplomático que percibió todos los cambios de la época: Niccolò di Bernardo dei Machiavelli (Nicolás Maquiavelo). Como la mayor parte de los italianos del momento, Maquiavelo consideraba que la iglesia era particularmente responsable de tal estado de cosas. Demasiado débil para unir a Italia, el papa era, sin embargo, demasiado fuerte para impedir que ningún otro gobernante la uniera, en tanto que sus relaciones internacionales le hacían ser el iniciador de la viciosa política de invitar a la intervención extranjera.
Expulsado del gobierno por las fuerzas aristocráticas y acusado de conspirar contra de los Médicis, Maquiavelo se defiende escribiendo. Sus escritos políticos pertenecen más bien a la literatura diplomática: El Príncipe es una selección de opiniones del autor hecha para una finalidad determinada y, si bien la ocasión de que se escribiera fue para conseguir un cargo público bajo el régimen de los Médicis, esas opiniones se formaron desde mucho antes. Sus escritos muestran una situación política, un juicio de valor claro y frío de los recursos y la posición de un adversario, la apreciación más objetiva de las limitaciones de una política, el sentido común como único guía para la apreciación de los acontecimientos y el resultado de una determinada política.
Maquiavelo escribe casi únicamente acerca de la mecánica del gobierno, de los medios con que se puede fortalecer esa nueva entidad que él define por primera vez como "stato" (Estado), y de los errores que llevan a su decadencia o ruina. Las medidas políticas y militares son casi el único objeto de su interés, y las separa casi por completo de toda consideración religiosa, moral y social, salvo en la medida en que éstas afectan a los expedientes políticos. La finalidad de la política es conservar y aumentar el poder político, y el patrón para juzgarla es su éxito en la consecución de ese propósito. Que una política sea cruel o desleal o injusta es para Maquiavelo cosa indiferente, aunque se da perfecta cuenta de que tales cualidades pueden influir en su éxito. El Príncipe marca el inicio de la teoría del Estado moderno.
Algunas copias manuscritas de El Príncipe circularon en Florencia y en Roma mientras aún vivía el autor, que murió en 1527. La obra fue publicada casi al mismo tiempo en Roma y en Florencia, en diciembre de 1531 y en enero de 1532. En 1523, cierto Agostino Ninfo, profesor en Pisa, tradujo al latín El Príncipe, antes de que hubiese sido publicado; lo retocó algo y lo publicó como suyo, suprimiendo el último capítulo ("Exhortación a liderar Italia y liberarla de los bárbaros") con el título De regnandi peritia y dedicó la obra a Carlos V.

## Catálogo bibliográfico de espejos de príncipes
Las obras catalogadas a continuación están clasificadas por época, región geográfica o histórica y ordenadas por fecha de datación.

### Textos clásicos: griego y romano
- Politeia (denominada en la modernidad como "República"), el rey filósofo en el Libro V, fragmento 473 d, de Platón, compuesta alrededor del año 380 a. C.
- Ciropedia, de Jenofonte, escrita posiblemente entre los años 380 y 365 a. C.
- A Nicocles (hacia el 374 aC) y Evágoras (370-362 aC), de Isócrates
- Sobre el Buen Rey según Homero (Papiro de Herculano 1507), de Filodemo de Gadara
- Secretum secretorum ("El secreto de los secretos"), Pseudo Aristóteles, un tratado cuyo contenido es fundamentalmente una colección de sentencias atribuidas a las enseñanzas de Aristóteles a Alejandro Magno en una gama enciclopédica de temas, incluyendo la polis, la ética, la fisonomía, la astrología, la alquimia, la magia y la medicina. Las primeras ediciones existentes pretenden basarse en una traducción árabe del siglo IX de una traducción siríaca del original griego perdido.
- Discursos sobre la realeza (I, II, III y IV), de Dion Crisóstomo
- De petitione consulatus o Commentariolum petitionis, de Quinto Tulio Cicerón, una extensa carta de contenido electoral dirigida a su hermano en oportunidad de la campaña para el consulado romano del año 64 a. C.
- De officiis, de Marco Tulio Cicerón, año 44 a. C.
- De Clementia, de Séneca, compuesto hacia el año 55 d. C.
- Panegyricus Traiani, de Plinio el Joven, compuesto en el año 100 d. C.
- Vida de Constantino, de Eusebio de Cesarea. Sin embargo, el género, la audiencia y los objetivos precisos de este texto han sido objeto de controversias académicas.

### Indio
- Panchatantra, de Visnú Sharma, compuesto después del siglo III a. C., la obra contenía fábulas en las que los animales interactúan de formas complejas para transmitir las enseñanzas a los príncipes. De acuerdo a la traducción árabe que se conoce, tiene muchos relatos en común con las fábulas de Esopo (del siglo VI a. C.).
- Artha-shastra, de Chanakia

### Chino
- Dàodé jīng, de Lao-Tse. Puede interpretarse como un texto místico, un texto filosófico o un tratado político sobre el gobierno, atribuido a una personalidad cuya existencia histórica se debate, pero que la tradición china establece que vivió en el siglo VI a. C.
- Zizhi Tongjian (Completo modelo para ayuda del gobierno), de Sima Guang, compuesta entre los años 1064 y 1066.

### Textos sasánidas
- Kalilag y Damnag, traducción al pahlavi de la versión sánscrita de Panchatantra. Realizada por el médico Borzuya en el año 570, en los tiempos de Cosroes I, tanto su traducción como la versión en sánscrito original de la que trabajó se pierden. Antes de su pérdida, sin embargo, su versión pahlavi fue traducida al siríaco como Kalilag y Damnag y al árabe por Ibn al-Muqaffa bajo el título de Kalila y Dimna o las Fábulas de Bidpai y se convirtió en la prosa más grande del árabe clásico. La introducción a las fábulas de Bidpai o Kalila y Dimna presenta una autobiografía de Borzūya. Al lado de sus ideas, cogniciones y desarrollo interior que conduce a una práctica de la medicina basada en motivaciones filantrópicas, la búsqueda de Borzuya de la verdad, su escepticismo hacia el pensamiento religioso establecido y su ascetismo posterior son algunas características lucidamente representadas en el texto.[26]

### Textos de Europa central: Alta Edad Media
- De civitate Dei contra paganos ("La ciudad de Dios contra los paganos", compuesta entre los años 412 y 426), Libro V, Capítulo 24, "Felicidad de los emperadores cristianos: su autenticidad", de Agustín de Hipona.
- Decem Libri Historiarum (Diez libros de historia), también conocida como Historia de los francos, de Gregorio de Tours, en el que establece una regla de comparación entre el buen comportamiento de Clodoveo I y las luchas internas en las que se mueven reyes posteriores.
- Liber Regulae Pastoralis o Regula Pastoralis ("Libro de la regla pastoral"), es un tratado sobre las responsabilidades sacerdotales destinado a los obispos y dirigido primordialmente al obispo Juan de Rávena, escrito por el Papa Gregorio I alrededor del año 590, poco después de su inauguración papal.
- De duodecim abusivis saeculi (Sobre los doce abusos del mundo). Es un tratado hiberno-irlandés de un autor anónimo que, si bien no es un "espejo para los príncipes" en sí, el historiador alemán Siegmund Hellmann señala la extensa influencia de la obra sobre los escritos carolingios, como los espejos para los príncipes y la literatura política posterior. El trabajo fue propagado por primera vez en toda Europa por los misioneros irlandeses en el siglo VIII. Su autoría fue atribuida en diferentes épocas a Patricio de Irlanda, Agustín de Hipona, pero sobre todo Cipriano de Cartago, hombres de tal autoridad que explica su aceptación y popularidad. No fue hasta 1909 cuando Hellmann reveló sus orígenes pseudo-ciprianos y lo atribuyó a un autor irlandés anónimo del siglo VII.
- Historia ecclesiastica gentis Anglorum ("Historia eclesiástica del pueblo inglés"), de Beda, completada en el año 731, indica específicamente que el propósito del estudio de la historia es presentar ejemplos de imitación o de evitación.

### Textos de la Hispania visigoda
Abarca el período de asentamiento del pueblo visigodo en la península ibérica, constituyendo el Reino visigodo entre mediados del siglo V y comienzos del siglo VIII.
- Etymologiae u Originum sive etymologiarum libri viginti (Etimologías), compuesta por Isidoro de Sevilla entre los años 627 y 630 a petición del obispo Braulio de Zaragoza, a quien dedica la obra. Introduce los conceptos del buen rey, el "rey moderado y atemperado" y del rey tirano, "impío e inmoderado". El "buen rey" debe poseer dos virtudes: la justicia y la piedad.
- Liber Iudicum ("Libro de los jueces"), fue un cuerpo de leyes visigodo dispuesto por el rey Recesvinto y promulgado probablemente en el año 654. Su estructura jurídica se explica por una exhortación introductoria relativa al "buen rey" que fija la regla de conducta para la época: reinar piadosamente y con misericordia, actuar con justicia y verdad y defender la fe católica contra la perfidia de los judíos y las injurias de los herejes.

### Textos carolingios
Ejemplos notables de libros de texto carolingios para reyes, condes y otros laicos incluyen:
- Via regia (813), de Esmaragdo de Saint-Mihiel, posiblemente el primer verdadero espejo europeo para príncipes, dedicado a Luis el Piadoso, cuando era rey de Aquitania.
- Vita Karoli Magni, de Eginardo, que idolatra el reinado de Carlomagno como un modelo de gobierno a imitar por otros príncipes.
- De Institutione Regia (c. 831), escrito para Pipino I de Aquitania -aparentemente sobre la base de un concilio en Orléans- y De Institutione Laicali (818-828), escrito para el conde Matfrid de Orléans, ambos textos de Jonás de Orléans.
- Cartas de Agobardo de Lyon.
- De rectoribus christianis (Sobre los gobernantes cristianos, C. 855-9), de Sedulio Escoto, dirigido al rey Lotario II de Lotaringia.
- De regis persona ("La Persona del Rey") y De Ordine Palatii ("Sobre la gestión del palacio", 882), de Hincmaro de Reims,  que establece los deberes morales de un rey e incluye un relato de la organización del palacio.
- Liber exhortationis vulgo de salutaribus documentus (795), compilación realizada por Paulino de Aquilea a petición del Conde Eric de Friuli.
- De virtutibus et vitiis (c. 799-800), un tratado sobre ética escrito por Alcuino de York para el Conde Wido de Bretaña.
- Liber manualis Dhuodane quem ad filium suum transmisit Wilhelmum o Manual para mi hijo, es importante por ser la primera obra de este género escrita por una mujer, la dama carolingia Dhuoda, quien lo dedica a su hijo Guillermo de Septimania como una manera de intentar mantener el vínculo con el hijo arrebatado por su marido Bernardo de Septimania.

### Textos irlandeses
Los espejos aquí mencionados constituyen relatos vernáculos de Irlanda que difieren de la mayoría de los textos citados anteriormente, por cuanto describen historias de figuras legendarias recogidas a partir de tradiciones orales.
- Audacht Morainn (Testamento de Morann), escrito en el siglo VII, es un texto gnómico en el antiguo irlandés y consistente en un consejo del legendario juez Morann a un joven rey, haciendo hincapié en la importancia de la justicia para lograr la paz y la estabilidad.
- Las instrucciones de Cormac, es un texto gnómico en el antiguo irlandés, escrito en el siglo IX y atribuido al legendario rey Cormac mac Airt. Transita sobre un diálogo entre éste y su hijo, Cairbre, en el que aquel es el orador que se encarga de instruir a Cairbre sobre una variedad de asuntos.
- Las enseñanzas del héroe mitológico Cúchulainn, al que en sus manos durante las batallas le surgían siete dedos.
- La instrucción de Cuscraid. El breve texto de sabiduría Tecosc Cuscraid (La instrucción de Cuscraid), pronunciado por Cornall Cernach a su hijo adoptivo, un joven rey, trata más específicamente de los deberes y obligaciones reales.
- Senbríathra Fithail (Los antiguos preceptos de Fíthal).
- Briathra Flainn Fína (Los refranes de Flann Fína o Aldfrith).

### Textos de los territorios islámicos
La historia del Islam comienza en la Arabia en el siglo VII con la predicación del profeta Mahoma, seguida de la violenta conquista de los mayores Estados de la época: el Imperio persa sasánida, los antiguos territorios de las provincias romanas de Siria, Palestina y Egipto y el Reino visigodo.
La conquista islámica de Persia (entre los años 637 y 651) desembocó en el fin del Imperio sasánida y la decadencia de la religión zoroástrica en Persia (Irán). Con el paso de los siglos, la inmensa mayoría de los pueblos iranios, incluyendo a los persas y kurdos, pasó del zoroastrismo al islam. Sin embargo, las experiencias de la civilización persa precedente no se perdieron, sino que fueron en gran parte absorbidas por la nueva entidad islámica.
Ciertamente, Ibn al-Muqaffa, iraní convertido al islam, tomó el término "adab" desde el pahlavi y lo introdujo en el mundo musulmán como sinónimo de conocimientos mínimos y necesarios para la recitación y la elocuencia de expresión en una conversación. Ibn al-Muqaffa tradujo el Karla wa Dimna de Bidpái, autor de tratados ético-didácticos significativamente llamados aladab alkabzr (grandes costumbres) y aladab alsagtr (pequeñas costumbres). Posteriormente, el significado inicial de la voz adab evoluciona hasta designar, en época abbasí, la hidalguía, buena educación y cortesía. Por eso pasó también a significar un género literario educativo de las élites administrativas y políticas equiparable al "espejo" o instrucción de príncipes cristiano.
La obra del Ibn al-Muqaffa es proseguida e incorporada definitivamente al acervo cultural musulmán por el gran pensador y polígrafo Al-Jahiz y sus discípulos y continuadores Al-Tawhldi y Al-Tanñji. Con Al-Jahiz la literatura de adab va a convertirse en la trama de toda la cultura abbasí. Temas del adab van a ser, ya no solo la poesía, proverbios, genealogías, historia y tradiciones de los árabes preislámicos, sino también las leyendas épicas y narraciones de tipo moral persa, los cuentos y fábulas procedentes de la India con algunas corrientes intelectuales filosóficas y religiosas, además de conocimientos médico-farmacéuticos, la filosofía de raíces griegas y helenísticas, y ciertos conceptos éticos.
Esta literatura del siglo III de la Hégira es un verdadero humanismo que guarda ciertas relaciones con el del Renacimiento en cuanto el hombre constituye el centro y la medida de todas las cosas: el hombre con sus virtudes y vicios, el ambiente de que se rodea con el marco espiritual y material que se ha creado.

#### Textos persas
- Siyāset-nāmeh ("Libro del Gobierno", cerca de 1090), escrito por el visir Nizam al-Mulk al servicio de un sultán selyúcida. Dedicó un tratado del mismo tipo a su hijo mayor Abolfath Fajr-ol-Malek, titulado Dastur al-Wuzarā.
- Nasihat al-muluk ("Abogado de los príncipes"), escrito por Al-Ghazali, probablemente para el sultán Ahmad Sanjar ibn Malekshah. En la edición publicada por Jalāluddīn Humāyī, el libro consta de dos partes de las cuales solo la primera puede ser confiablemente atribuida a al-Ghazali. El lenguaje y el contenido de algunos pasajes son similares a los Kimyaye Sa'adat. La segunda parte difiere considerablemente en contenido y estilo de los escritos bien conocidos de al-Ghazali. Contiene las historias de los reyes preislámicos de Persia, especialmente los de Anoshervān. Nasihatul Muluk fue traducido pronto al árabe bajo el título al-Tibr al-masbuk fi nasihat al-muluk ("La espada forjada en los consejeros de los reyes").
- Qabus nama o o Qabus nameh ("Libro de Kavus", cerca de 1082). Fue escrito por Keykavús, el gobernante ziyárida de partes de Tabaristán, y fue dedicado a su hijo Gilanshah.
- Gulistán ("El jardín de las rosas"), incluye un espejo en el primer capítulo sobre "Las costumbres de los reyes", escrito por Sa'di en 1258. El libro explora prácticamente cada uno de los principales problemas que enfrenta la humanidad, con un tono optimista y sutilmente satírico. Hay mucho consejo para los gobernantes. Sa'di demostró una profunda conciencia sobre el absurdo de la existencia humana, al hablar, por ejemplo, del destino de aquellos que dependían del humor cambiante de los reyes en contraste con la libertad de los derviches.
- Aklhaq i Muhsini (traducido al inglés como “The morals of the beneficent” por Henry George Keene), fue compuesto hacia el año hegiriano 900 (1495 de la era cristiana) por Hussain Vaiz Kashifi's.

#### Textos árabes
- Carta de Abd al-Hamid al-Katib a Abdallah, hijo del último califa omeya Marwan II (cerca de 750).
- Kalila wa Dimna (en persa كليله و دمنه), una traducción de una colección de fábulas de animales de los Panchatantra escrito por Ibn al-Muqaffa cerca de 750, traducida al castellano en el siglo XIII con el título de "Calila e Dimna". Su obra espejo más importante políticamente será "Dossier sobre Alsahaba", en árabe ( رساله فى الصحابه), dedicado al califa Al-Mansur, que deseaba modificar las bases políticas e ideológicas del califato abásida.
- Kitab al Kharaj (“Libro del impuesto territorial”), escrito por Abú Yusuf y dedicado al famoso califa abasí Harún al-Rashid (fines del siglo VIII).
- Kitab Sirr al-asrar (traducción al árabe del Secretum Secretorum), siglo IX, por el historiador melquita Yahya de Antioquía, quien señaló haber encontrado la obra atribuida a Aristóteles. El dato más antiguo que se tiene acerca de la existencia en Oriente del Sirr-al-‘asrâr proviene de Ibn Djuldjul en su libro Tabaqât-al-‘atibba`wa-l-hukamâ compuesto hacia el 975.
- Fusul al-Madani ("Aforismos de un estadista"), escrita por Al-Farabi en el siglo X.
- Kitâb al-Ishâra (Tratado sobre la conducta de los príncipes) escrito por Al-Imam al-Hadrami en el siglo XI.
- Kitab fi'l-si'yasa, de Abu'l-Qasim al-Husayn ibn Ali al-Maghribi, probablemente escrito para su patrón, el emir marwánida Nasr al-Dawla ibn Ahmad.
- Sulwan al-Muta' fi 'udwan al-atba' ("Consolación para el gobernante durante la hostilidad de los sujetos"), escrito por Muhammad ibn Zafar al-Siqilli's.
- Bahr Al-Fava'id (“Mar de las preciadas virtudes"), compilado en el siglo XII.
- Kitab al tay (“El libro de la corona”), escrito por el filósofo Al-Jahiz y dedicado al emir Ibn Khagan.
- Siraj al-Muluk (سراج الملوك) (“Lámpara de los príncipes”). Es una recopilación hecha por el jurista musulmán Al-Turtusí.
- Mau‘izah-i Jahangiri (“Admonición de Jahāngír” o “Asesoramiento sobre el arte de gobernar”), de Muhammad al-Baqir Najm-I Sani, (1612 o 1613).

#### Textos qarajánidas
- Kutadgu Bilig o Qutadğu Bilig ("La sabiduría que trae felicidad" o "La sabiduría que conduce a la gloria o la fortuna real") es una obra qarajánida del siglo XI, completada en el año hegiriano 462 (1069/1070 de la era cristiana) y escrita por Uyghur Yusūf Khāṣṣ Ḥājib de Balasagun para el príncipe de Kasgar Tavghach Bughra Khan. El título se ha traducido más concisamente como "Sabiduría que trae buena fortuna". El texto refleja las creencias, sentimientos y prácticas del autor y de su sociedad con respecto a bastantes temas, y describe facetas interesantes de varios aspectos de la vida en el imperio Qarajánida.

### Textos de Europa Occidental: Baja Edad Media
- Admoniciones o De institutione morum, escrita por Esteban I de Hungría para su hijo y heredero presuntivo Emerico cerca del año 1010. Aunque los estudiosos discuten si realmente se puede atribuir al rey o un clérigo, la mayoría está de acuerdo en que se compuso en las primeras décadas del siglo XI[27][28]. El argumento central de las Admoniciones es que la realeza está "inseparablemente conectada" con la fe católica. Su autor enfatizó que un monarca está en la obligación de hacer donaciones a la Iglesia y consultar regularmente a sus prelados, pero también de aplicar castigos a los clérigos que "hacen el mal". Una de sus ideas básicas era que un soberano debe cooperar con los "pilares de su gobierno": los prelados, aristócratas, ispán y guerreros.
- Disciplina clericalis, escrita hacia 1110 por el judío converso Pedro Alfonso. Es una colección de treinta y tres exempla o cuentos ejemplarizantes, extraídos de fuentes escritas y tradiciones orales cristianas, árabes, judías, persas e hindúes. Además de introducir la cuentística oriental en el occidente cristiano, proporciona reglas de buen comportamiento para el súbdito deseoso de servir al rey (fábula veinticuatro). En seis fábulas diferentes, describe modelos de reyes justos y misericordiosos que actúan con "sabiduría" y retoma la imagen de un rey educado por un maestro filósofo (fábula decimoquinta).
- Epistula Alexandro de dieta seruanda (traducción al latín del Secretum Secretorum), del judío converso Juan Hispalense, entre los años 1115 y 1120, para la condesa Teresa de Portugal. Esta traducción solo contiene el capítulo referido a la higiene, consejos medicinales y dietéticos, en donde "el filósofo" le recomienda al rey hacer un poco de ejercicio, escuchar lecturas y cantos agradables, hablar con los más nobles y los más sabios interlocutores, beber y comer con moderación, tomar baños de agua sulfúrea y evitar malos pensamientos.
- Institutio Traiani, de Pseudo-Plutarco, de la que no existen copias y cuya existencia se afirma solo a partir de la cita incluida en el Policraticus de Juan de Salisbury en el que se lo menciona por primera vez.
- Policraticus, de nugis curialum et vestigiis philosopharum (Policraticus, de las frivolidades de los cortesanos y los vestigios de los filósofos). Es un opúsculo de filosofía ética y política escrito por Juan de Salisbury alrededor de 1159 y dedicada al canciller inglés Thomas Becket.
- Speculum regum (1183), de Godofredo de Viterbo, estaba dedicado a sus patrones imperiales de la casa de Hohenstaufen, Federico I Barbarroja y su hijo Enrique. El contenido, una historia del mundo, comienza con el diluvio y pretende reconciliar la historia de los romanos con la de los germanos.
- Liber de Principis instructione (cerca de 1193) y De instructione principis, de Geraldo de Gales. La segunda obra, "Sobre la educación de un monarca", se divide en tres "Distinciones": la primera contiene preceptos morales y reflexiones; la segunda y tercera se refieren a la historia del siglo XII, centrándose en el carácter y los actos del rey Enrique II de Inglaterra y especialmente sus disputas con los reyes de Francia, Luis VII y Felipe II y con sus cuatro hijos, Enrique el rey joven, el duque Godofredo de Bretaña, el conde Ricardo de Poitou y de Juan sin tierra.
- De bono regimine principis, de Hélinand de Froidmont, compuesta alrededor del año 1200.
- Secretum Secretorum, traducción amplia de la versión árabe realizada por Felipe de Trípoli entre 1220 y 1230 para un prelado de Antioquía, Guido de Valencia. Este texto fue modificado con respecto a la versión árabe en varios pasajes y se eliminaron otros debido al celo de la Iglesia con respecto a algunas materias, consideradas peligrosas, especialmente las referidas a las artes adivinatorias y las ciencias ocultas, presentes, sin embargo, en la traducción castellana: "Poridat de poridades". La versión castellana, libre de las prohibiciones decretadas en la Universidad de París, es la que conserva también una serie de exempla como el del rey Egeo (cap. I, p. 34), aquel que fue extraído de las Vidas que guiaban los de Persia (cap. IV, p. 46), el del rey Temecías (cap. VI, p. 54), el del combate contra Benhael de los Indios (cap. VII, p. 56), o la comparación entre el mundo y un jardín (cap. III, pp. 43–44). Este tipo de enseñanza remite directamente al adâb, a la formación humanística del gobernante por medio de breves relatos.
- Chronicon mundi, escrita por el canónigo de San Isidoro de León Lucas de Tuy en torno a 1238, por encargo de Berenguela de Castilla destinado a la instrucción de su hijo, Fernando III de Castilla.
- Livre de Saviesa ("Libro de sabiduría"), atribuido al rey aragonés Jaime el Conquistador (1213-1276), estuvo inspirado por la traducción castellana del Secretum Secretorum.
- De eruditione filiorum nobilium (La educación de los niños nobles), de Vicente de Beauvais. Está escrita en el año 1247 y constituye el primer tratado de pedagogía sistemática de la cultura medieval. La obra tiene tres partes: la primera estudia el concepto de educación como proceso de restauración de la imagen divina en el hombre; la segunda trata de la educación familiar, social y matrimonial; la tercera analiza la educación femenina y la importancia del celibato. Fue escrito a petición de la reina Margarita de Provenza, esposa de Luis IX de Francia, para que sirviera de guía educativa a sus entonces tres hijos vivos: Isabel, Luis y Felipe.
- Speculum maius, también de Vicente de Beauvais, fue publicada alrededor 1248.
- Konungs skuggsjá o Speculum regale (Espejo del rey), es un tratado noruego escrito alrededor de 1250 y concebido originalmente para la educación del rey Magnus Lagabøte, el hijo del rey Håkon Håkonsson Tiene la forma de un diálogo entre padre e hijo.
- Flores de derecho del Maestro Jacobo, encargado para el futuro Alfonso X, en fecha anterior a 1252. Constituye un espejo específico en torno a procedimientos judiciales.
- Eruditio regum et principum (Educación de los reyes y de los príncipes), fue escrito por Gilberto de Tournai en 1259 a petición del rey Luis IX de Francia para la enseñanza de su hijo, el entonces conde Felipe de Orleans.
- De modo addiscendi (Sobre el modo de aprender), también de Gilberto de Tournai, escrita cerca de 1260.
- De regimine Iudaeorum (El Gobierno de los Judíos), dedicado a la Duquesa de Brabante y escrito entre los años 1261 y 1272; y De regno, ad regem Cypri (Del reino, para el Rey de Chipre), inacabado y probablemente dedicado al rey de Chipre Hugo II y escrito entre los años 1265 y 1267, escritas por Tomás de Aquino. En alguna bibliografía, esta última obra aparece a veces catalogada como De regimine principum (Del gobierno de los príncipes). Sin embargo, ese título engloba tanto el opúsculo de Tomás de Aquino (libros I y II) como los escritos de su discípulo Ptolomeo de Lucca (libros III y IV) y que tratan de las relaciones de poder entre el sacerdocio y el imperio y el origen del poder desde un punto de vista personal del teólogo lucchesi.[29]
- De Eruditione Principum (Sobre la educación de los príncipes, c. 1265), escrito por Guillermo Peraldus, fue anteriormente atribuido a Tomás de Aquino en la edición romana de 1570, y de la cual, de hecho, Santo Tomás escribió una parte: "Speculum religiosorum seu institutionum vitae spiritualis", que apareció bajo el nombre de Humberto de Romanos, Maestro General de la Orden de los Predicadores.
- Li Libros dou Tresor (Libros del tesoro). Compilación de Brunetto Latini, escrita entre 1260 y 1267, luego de vivir en la corte del rey de Castilla Alfonso X; después ampliada en Florencia en torno a 1275. Es una enciclopedia de tres volúmenes escrita en lengua picarda y dedicada a Carlos de Anjou, que reúne todas las ideas acerca de la monarquía y el gobierno de los hombres que se podía adquirir en la época, gracias a los primeros Studium Generale en el norte de Italia, Chartres, Toledo y Sicilia. Toma elementos de la Política de Aristóteles en su traducción toledana.
- De regimine principum (Del gobierno de los príncipes), escrito por Egidio Romano, entre los años 1280 y 1284 para su pupilo el príncipe capetino Felipe IV de Francia. El opúsculo del teólogo agustino se asienta en las obras de Tomás de Aquino y un enfoque aristotélico, donde la potestad temporal tiene su justificación en la naturaleza de las cosas.[30]
- Castigos del rey don Sancho IV que el rey Bravo hizo componer en 1292 para la instrucción de su hijo, el futuro Fernando IV, obra que recepta las ideas y los preceptos de los Enseignemenz que monseigneur saint Louis fist a son ainzné fils Phelippe.
- Speculum regis, de Guillermo de Pagula, escrito cerca de 1331 para Eduardo III de Inglaterra en el que defiende el derecho de los súbditos reales a oponerse a la expropiación de sus bienes con fines de utilidad pública (Purveyance).
- Libro enfenido -en castellano medieval- ("Libro infinito"), escrito entre 1336 y 1337 por el Príncipe de Villena Don Juan Manuel y dedicada a la educación de su hijo. El Libro enfenido se presenta como una síntesis del Libro de los estados y, de hecho, Juan Manuel remite a menudo a su obra principal para la explicación de temas que solo desarrolla brevemente. La estructura es la misma que la de los capítulos 47-83 del Libro de los estados, con la diferencia de que, en la parte dedicada a la ética, inserta un capítulo sobre los cuidados del cuerpo que recuerda a la tradición del Secretum secretorum.
- Glosa Castellana al Regimiento de Príncipes, comentario del tratado de Egidio Romano, escrito en 1344 por Juan García de Castrojeriz para la educación del infante Pedro. Castrojeriz recrea la leyenda del arrepentimiento de Aristóteles en la hora de su muerte y su deseo de situar la felicidad en el amor de Dios, e intenta completar el pensamiento de Aristóteles señalando los puntos comunes entre su filosofía y la teología.
- Speculum regum (Espejo de reyes), de Álvaro Pelagio. Escrito en Tavira entre 1341 y 1344,  mientras encabezaba de la diócesis de Silves, fue dedicado a Alfonso XI de Castilla y al cardenal Gil Álvarez de Albornoz. Está inspirada en el De regimine principum de Egidio Romano.[31] Exalta en los buenos reyes las treinta virtudes primordiales, condensadas a la postre en las cuatro virtudes cardinales, y fustiga a los malos reyes que se entregan a la ira, no hacen reinar la justicia, usurpan las funciones sacerdotales, se rodean de malos consejeros, venden los oficios, protegen a los judíos y a los musulmanes en vez de liberar Tierra Santa, no persiguen la herejía, oprimen a su pueblo con impuestos, alteran la moneda, no siguen los consejos de la Iglesia y no la defienden, intervienen en las nominaciones de los obispos, no respetan las libertades eclesiásticas, se entregan a los vicios, a los desafíos y a la caza. La forma elegida proviene directamente de las escuelas de derecho canónico y teológico, y ningún ejemplo aclara sus propósitos, ninguna consideración filosófica recuerda el aristotelismo.
- Las III consideraciones necesarias para el buen gobierno de un príncipe (1350), una traducción de un tratado francés de 1347, destinado al rey Juan II de Francia.
- De origine, natura, jure et mutationibus monetarum ("Tratado sobre el origen, la naturaleza, el derecho y las alteraciones de la moneda"), escrito por el teólogo Nicolás Oresme para el rey Carlos V de Francia. Es un prototipo de los textos renacentistas por la especificidad del tema principal de la obra. Sostiene que el rey carece de la facultad de alterar, sin el consentimiento de los súbditos, el título de las monedas, medida a la que solían recurrir los gobernantes en la Edad Media. Oresme sostenía además que la autoridad real debía estar limitada e hizo la acostumbrada distinción entre el rey y el tirano, fundada sobre el hecho de que el primero gobierna en interés del pueblo, y el segundo en su interés propio.[32]
- Somnium Viridarii (en francés, "Le Songe du verger"; en castellano "El sueño del vergel"), es una obra de Everardo de Trémigon escrita entre 1376 y 1378. Se centra en el tesoro real, las relaciones entre la realeza y la ley y tiende a definir con precisión el rol del legislador. El autor se inspiró en una obra jurídica del boloñés Giovanni da Legnano: Somnium (1372).
- Las epístolas de Otea a Héctor (c. 1400), Libro del cuerpo de policía (1407), Libro de la paz (entre 1412 y 1414), de Christine de Pizan.
- De Regimine Principum (principios de 1410), de Tomás Occleve, escrito para Enrique V de Inglaterra.
- Doctrinal de Príncipes, realizado entre diciembre de 1474 y enero de 1477, por Diego de Valera para Fernando el Católico.
- The Meroure of Wysedome (1490), Juan de Irlanda, escrito para Jacobo IV de Escocia.

### Textos de las repúblicas italianas del Medievo
Son los tratados de los "postglosadores", a veces realizados como opiniones jurídicas (consilia) escritas a solicitud de particulares que buscaban consejos jurídicos, sobre el gobierno de antiguas ciudades etruscas y romanas del norte de la península itálica que ahora conformaban una serie de repúblicas italianas. Aquella escuela logra hacer compatible el derecho romano con el derecho vigente en la Italia de la Baja Edad Media conocido como Derecho estatutario italiano, creando un sistema jurídico nuevo y armónico donde ambos elementos están integrados. Sus escritos son el prototipo de los textos renacentistas.
- De regimine civitatis (Sobre el gobierno de la ciudad-estado), escrito por Bártolo de Sassoferrato en Perusa hacia la mitad del siglo XIV. Este jurista, consiliarius del emperador Carlos IV de Luxemburgo desde 1355, afirma que la monarquía conviene a los estados extensos, la aristocracia a los medianos y la democracia a los pequeños. Distingue jurídicamente los actos de imperio de los actos de gestión de las ciudades. Según él, el régimen que sucede al del tirano debe respetar los acta facta per modum contractus (actos de gestión) y puede anular, en cambio, los acta facta per modum jurisdictionis (actos de imperio). Según esta distinción, todo gobierno nuevo debe reconocer como válidas las deudas contraídas por su antecesor, por cuanto derivan de una relación de índole privada, ajena a los actos de imperio.
- De Republica optime administranda Liber, escrito por Petrarca y dedicado al señor de Padua Francisco I de Carrara. En él se dan consejos de buen gobierno a los regidores de los pueblos, prometiéndoles la estabilidad del poder si gobiernan con justicia y promueven el bienestar material y moral de sus pueblos.[30]

### Textos eslavos
- Învățăturile lui Neagoe Basarab către fiul sau Teodosie ("Las enseñanzas de Neagoe Basarab a su hijo Teodosio"), escrito por el príncipe de Valaquia Neagoe Basarab entre los años 1519 y 1521, sobre lecciones espirituales y de gobierno y una de las primeras obras literarias en Valaquia.

### Textos del Renacimiento
En esta etapa, los autores imitaron el estilo y el pensamiento grecolatinos de dos formas diferentes: la llamada imitatio ciceroniana, o imitación de un solo autor como modelo de toda la cultura clásica, Cicerón, impulsada por los humanistas italianos, y la imitatio eclectica, o imitación de lo mejor de cada autor grecolatino, propugnada por Erasmo de Róterdam.
- Speculum principis, escrito en agosto de 1501 por John Skelton, quien perdió el trabajo escrito para el futuro Enrique VIII de Inglaterra. Una copia de este tratado, que puede no ser enteramente la misma que la presentada a Enrique, reside en el Museo Británico.
- Institutio principis Christiani ("Educación de un príncipe cristiano", 1516), Erasmo de Róterdam, escrito como consejo al príncipe Carlos, futuro emperador.
- De iure regni apud Scotos (1579), de George Buchanan, una obra en forma de un diálogo socrático sobre la realeza ideal dedicado al joven Jacobo VI de Escocia.
- Alithia (1597), Johann Damgaard, escrito para el joven monarca daneso Christian IV.
- De rege et regis institutione ("Del Rey y de la institución de la dignidad real") de Juan de Mariana. Escrita hacia 1599, a petición del preceptor de Felipe III de España, García Loaysa, fue solemnemente quemada en 1610 como subversivo por el parlamento de París tras el asesinato de Enrique IV de Francia. Según sus acusadores, esta obra había dado legitimidad al tiranicidio.
- Basilikon Doron (en griego significa “regalo real”), escrita en 1599 por Jacobo VI de Escocia como un regalo a su hijo mayor. Después de la muerte de Enrique en 1612, Jacobo se lo dio a su segundo hijo, que reinaría como Carlos I.

### Textos de la literatura diplomática renacentista
- Il Principe (El príncipe, cerca de 1513), de Nicolás Maquiavelo. El opúsculo del diplomático florentino fue publicado en 1531 y dedicado a Lorenzo II de Médici, duque de Urbino, como regalo en respuesta a una acusación de haber conspirado en contra de los Médici.
- El Consejo y consejeros del príncipe (1559), escrito por Fadrique Furió Ceriol para Felipe el Prudente. Con esa obra pretendió renovar el clásico "espejo de príncipes" y, a tal fin, concibió un trabajo del que solo llegó a publicar una pequeña parte. El plan trazado por el tratadista valenciano abarcaba desde los orígenes de la monarquía hasta la búsqueda de los consejeros más adecuados al príncipe (única parte que llegó a escribir) pasando por la educación necesaria para quien habrá de estar al frente del aparato del estado, los deberes recíprocos entre el señor y sus vasallos y los principios del buen gobierno. El tratadista valenciano preconiza un nuevo modelo político: la monarquía limitada. Por ello, le supuso algunos problemas con el entorno de Felipe II, por lo que fue encarcelado unos meses y, para evitar más problemas, se marchó a Lieja y, a continuación, se trasladó a Colonia, donde sirvió al arzobispo Friedrich von Wied. Durante ese tiempo los representantes del rey habían depuesto su animadversión y contactaron con él en Aquisgrán a principios de 1562 para proponerles un trato: a cambio de no seguir publicando el resto de su obra, conseguiría el perdón real, una suma para pagar sus deudas y un cargo en España en la Corte de Felipe II. La obra tuvo una gran fortuna editorial, con ediciones latinas, italianas, inglesas e incluso polacas, aunque no alcanzó a publicarse en España hasta 1779.
- Remedios para el sosiego de las alteraciones de los países Bajos de los Estados de Flandes (elaborado entre los años 1573 y 1576), es un programa de pacificación para los territorios del Círculo de Borgoña, escrito por Fadrique Furió Ceriol para el gobernador general Luis de Requesens y Zúñiga. El programa no pudo llevarse a la práctica al ser reemplazado Requesens por Juan de Austria en 1576.
- Gran Memorial, escrito en 1624 por el Conde-Duque de Olivares para Felipe IV de España.
- Norte de príncipes, virreyes, presidentes y gobernadores, y advertencias políticas sobre lo público y lo particular de una monarquía, importantísimas a los tales, fundadas en materia y razón de estado y de gobierno del secretario Antonio Pérez, elaborado para uso exclusivo y reservado del Duque de Lerma.

## Lectura adicional
- Adeline Rucquoi y Hugo O. Bizzarri "Los Espejos de Príncipes en Castilla : entre Oriente y Occidente"

- Datos: Q1483342